# 18 marca
18 marca jest 77. (w latach przestępnych 78.) dniem w kalendarzu gregoriańskim. Do końca roku pozostaje 288 dni.

## Święta
- Imieniny obchodzą: Aleksander, Anzelm, Boguchwał, Boguchwała, Celestyna, Cyryl, Edward, Edwarda, Feliks, Krystian, Marta, Narcyz, Salwator i Trofim.
- Aruba – Święto Hymnu i Flagi Narodowej
- Nigeria – Dzień Matki
- Wspomnienia i święta w Kościele katolickim obchodzą[1][2]:
  - św. Cyryl Jerozolimski (biskup i doktor Kościoła)
  - św. Edward Męczennik (król Anglii)
  - bł. Marta Le Bouteiller (zakonnica)
  - święci: Trofim i Eukarpion (męczennicy z Nikomedii)

## Wydarzenia w Polsce
- 1241 – I najazd mongolski na Polskę: porażka wojsk polskich w bitwie pod Chmielnikiem.
- 1401 – W Radomiu 49 panów polskich podpisało akt unii wileńsko-radomskiej.
- 1520 – Wojna pruska: polskie wojska zaciężne zdobyły zamek w Kwidzynie.
- 1595 – Król Zygmunt III Waza nadał herb miejski Nowogródkowi.
- 1681 – Erygowano klasztor franciszkanów w Łagiewnikach.
- 1783 – Antoni Protazy Potocki założył Kompanię Handlową Polską.
- 1830 – Cesarz Rosji i król Polski Mikołaj I przemianował na cześć brata Aleksandra I Królewski Uniwersytet Warszawski na Uniwersytet Królewsko-Aleksandrowski.
- 1863 – Powstanie styczniowe: zwycięstwo powstańców w bitwie pod Grochowiskami.
- 1923:
  - Otwarto Muzeum im. Jacka Malczewskiego w Radomiu.
  - Podczas zjazdu w Warszawie została powołana Centrala Polskich AZS.
- 1934 – Przeprowadzono masowe aresztowania działaczy Ruchu Młodych Stronnictwa Narodowego.
- 1939 – Po zajęciu przez armię węgierską Karpato-Ukrainy powstała granica polsko-węgierska.
- 1942 – W odwecie za zabicie niemieckiego żandarma Niemcy dokonali egzekucji 16 Polaków i 16 Żydów, mieszkańców Kazanowa i okolic w powiecie zwoleńskim.
- 1943:
  - Kierownictwo Walki Cywilnej ogłosiło, że szmalcownictwo będzie karane śmiercią.
  - W wyniku niemieckiej pacyfikacji zginęło około 200 mieszkańców Różańca (powiat biłgorajski).
- 1945 – 1. Armia Wojska Polskiego zdobyła Kołobrzeg. Odbyły się zaślubiny Polski z morzem.
- 1954 – Józef Cyrankiewicz został premierem.
- 1956 – Górnik Zabrze w swym debiucie w ekstraklasie wygrał z Ruchem Chorzów 3:1.
- 1963 – Założono Towarzystwo Przyjaciół Warszawy.
- 1965 – Jacek Kuroń i Karol Modzelewski opublikowali list otwarty do członków PZPR[3].
- 1971 – Telewizja Polska wyemitowała premierowy odcinek serialu Wakacje z duchami w reżyserii Stanisława Jędryki.
- 1984 – Na wiadomość o czekającej go operacji wszczepienia rozrusznika serca Janusz Pałubicki przerwał trwającą blisko 100 dni głodówkę (był przymusowo dokarmiany).
- 1996 – Odbyło się pierwsze losowanie Multi Lotka i jednocześnie pierwsza transmisja losowań gier Totalizatora Sportowego na antenie Polsatu.
- 2001 – Wystartowała TV Puls.
- 2004 – Arcybiskup przemyski Józef Michalik został przewodniczącym Konferencji Episkopatu Polski.

## Wydarzenia na świecie

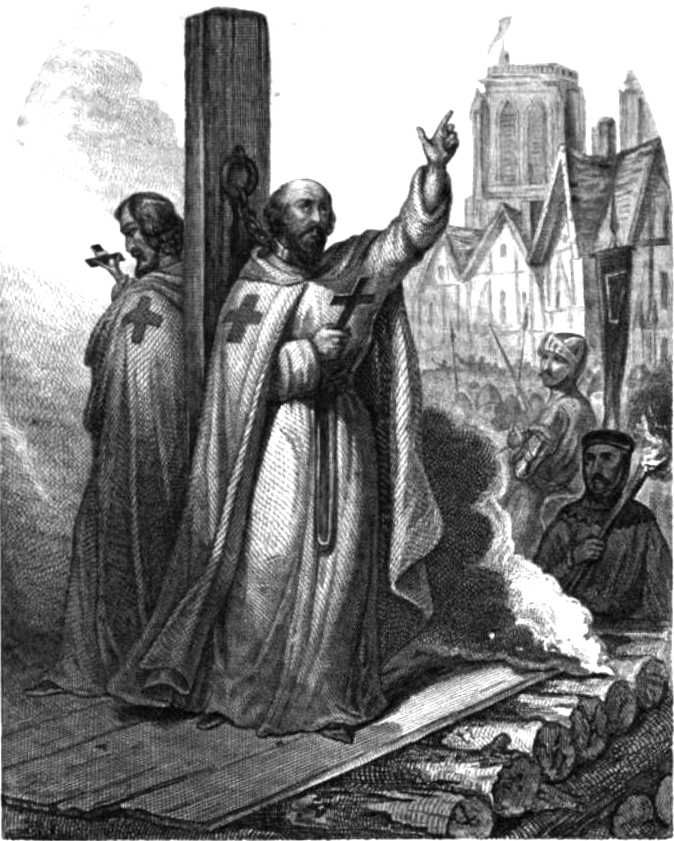
W Paryżu w 1314 roku spłonęli na stosie przełożeni zakonu templariuszy, w tym jego ostatni wielki mistrz Jakub de Molay

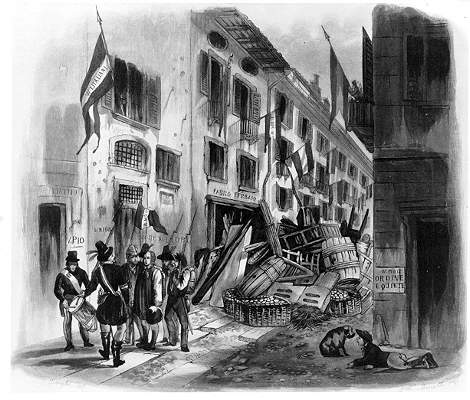
Pięć dni Mediolanu (1848)

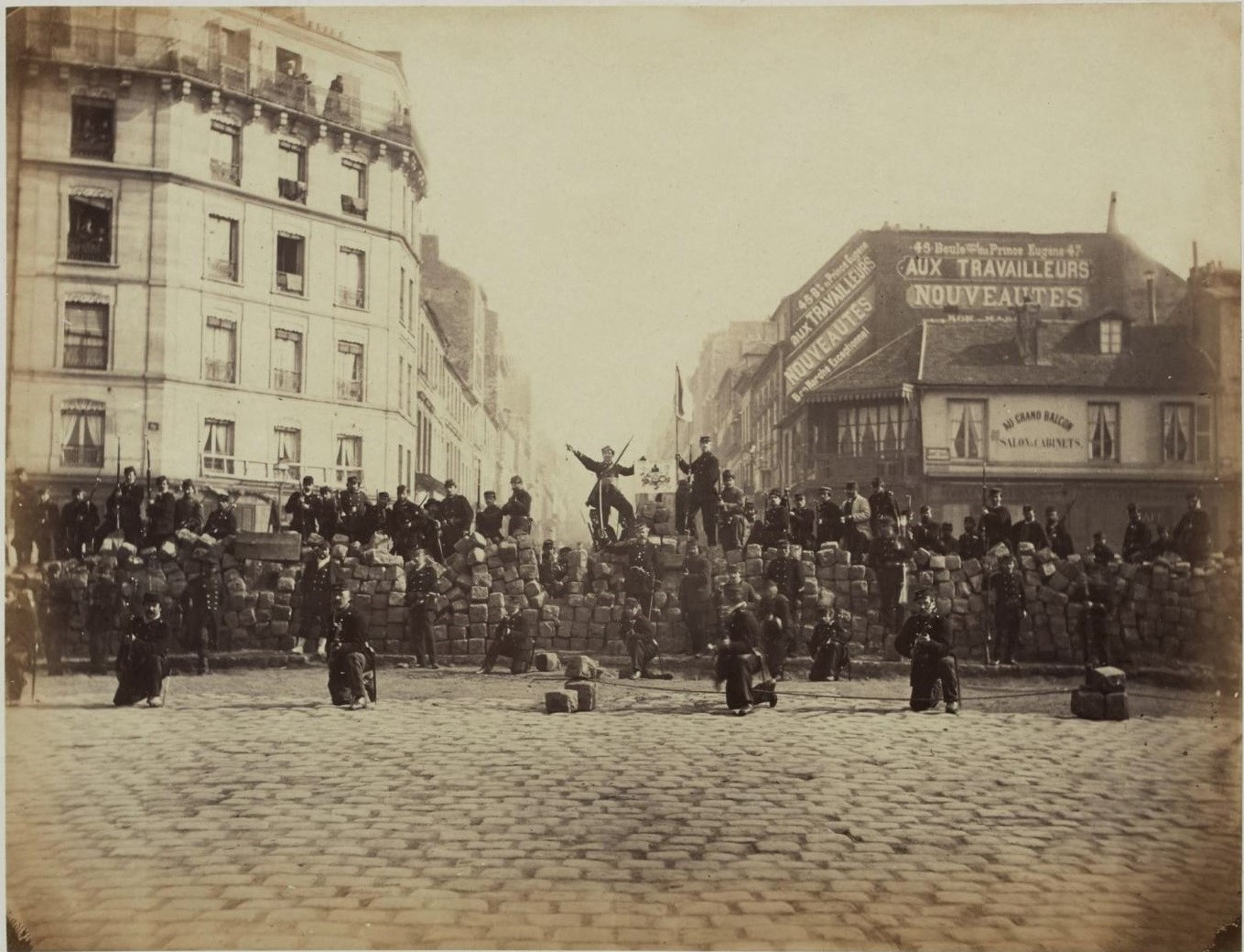
W 1871 roku została proklamowana Komuna Paryska

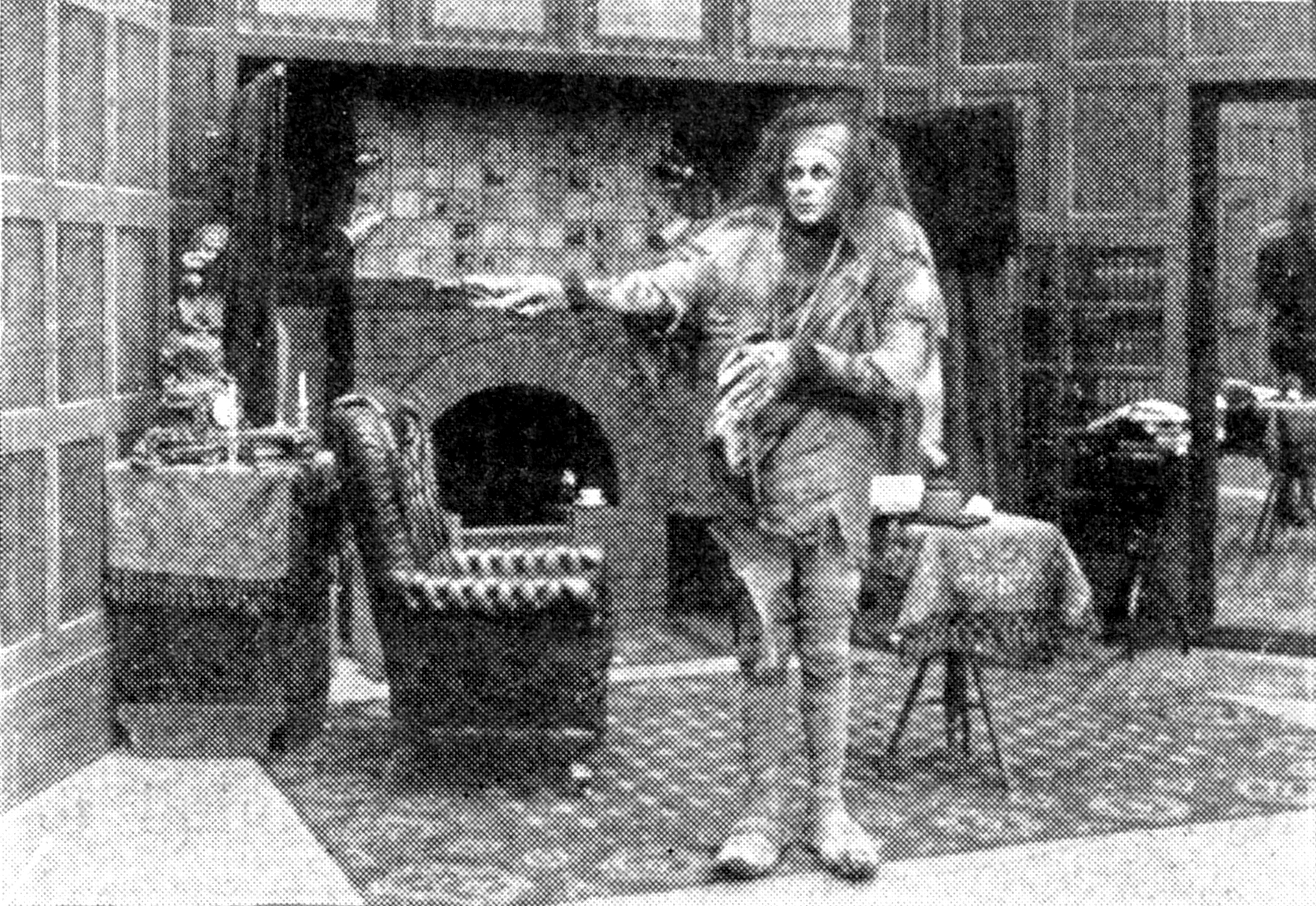
W 1910 roku odbyła się premiera filmu Frankenstein. Fotografia z planu filmowego – monstrum w domu Frankensteina i Elizabeth

- 37 – Kaligula został cesarzem rzymskim.
- 417 – Zozym został papieżem.
- 731 – Grzegorz III został papieżem.
- 1212 –  Po mszy w Niedzielę Palmową Klara z Asyżu uciekła z domu wraz ze swoją siostrą Pacyfiką, z zamiarem wstąpienia do zakonu minorytów założonego przez Franciszka z Asyżu.
- 1229 – W trakcie wyprawy dyplomatycznej do Ziemi Świętej cesarz Niemiec Fryderyk II Hohenstauf koronował się na króla Jerozolimy.
- 1277 – Karol I Andegaweński odkupił od Marii z Antiochii prawa do tronu jerozolimskiego za 1000 funtów złota i 4000 liwrów dożywotniej renty.
- 1314 – W Paryżu spłonęli na stosie przełożeni zakonu templariuszy, w tym jego ostatni wielki mistrz Jakub de Molay.
- 1438 – Albrecht II Habsburg został wybrany na króla Niemiec.
- 1522 – Baskijski żeglarz Juan Sebastián Elcano odkrył wyspę Amsterdam na południowym Oceanie Indyjskim.
- 1571 – Siedziba zakonu joannitów została przeniesiona z Birgu do Valletty.
- 1584 – Po śmierci Iwana IV Groźnego nowym carem Rosji został Fiodor I.
- 1625 – Książę Kurlandii i Semigalii Fryderyk Kettler nadał prawa miejskie Lipawie.
- 1643 – Irlandzka wojna konfederacka: zwycięstwo wojsk angielskich nad irlandzkimi konfederatami w bitwie pod New Ross.
- 1662 – W Paryżu wyjechał na trasę pierwszy konny omnibus.
- 1676 – Wojna Francji z koalicją hiszpańsko-austriacko-lotaryńską: wojska francuskie rozpoczęły oblężenie Ypern.
- 1739 – Heinrich von Podewils został ministrem stanu Królestwa Prus.
- 1752 – Francesco Loredano został dożą Wenecji.
- 1766 – Pod wpływem protestów została zniesiona Ustawa o pieczęciach z 22 marca 1765 roku, nakładająca podatki na działalność prowadzoną w 13 koloniach brytyjskich w Ameryce Północnej.
- 1791 – Józef Ankwicz objął placówkę dyplomatyczną Rzeczypospolitej w Kopenhadze.
- 1793 – I koalicja antyfrancuska:
  - W okupowanej przez francuskie wojska rewolucyjne Moguncji proklamowano pierwszą na terenie dzisiejszych Niemiec republikę.
  - Zwycięstwo wojsk austriackich nad francuskimi w bitwie pod Neerwinden.
- 1799:
  - Spłonął paryski Théâtre de l’Odéon.
  - Założono Berlińską Akademię Budownictwa.
- 1839 – Wybuchła brytyjsko-chińska I wojna opiumowa.
- 1848 – Wiosna Ludów: w Mediolanie wybuchło powstanie antyaustriackie (tzw. „Pięć dni Mediolanu”).
- 1858 – Jan Jacob Rochussen został premierem Holandii.
- 1865 – Paragwajski dyktator Francisco Solano López wypowiedział wojnę Argentynie.
- 1870 – Papież Pius IX utworzył Metropolię Toronto.
- 1871 – Proklamowano Komunę Paryską.
- 1874 – Austriacki astronom Johann Palisa odkrył planetoidę (136) Austria.
- 1882 – Amerykański astronom Charles S. Wells odkrył tzw. Wielką Kometę z roku 1882.
- 1892 – Niemiecki astronom Max Wolf odkrył planetoidę (328) Gudrun.
- 1893 – Jerzy Tupou II został koronowany w Nukuʻalofie na króla Tonga.
- 1900 – Założono klub piłkarski AFC Ajax.
- 1904 – Założono Austriacki Związek Piłki Nożnej (ÖFB).
- 1906 – Założono Słowacką Partię Ludową.
- 1907 – Wojna Hondurasu z Nikaraguą: zwycięstwo wojsk nikaraguańskich w bitwie pod Namasique.
- 1910:
  - Inżynierowie szkockiej firmy motoryzacyjnej Argyll, Henri Perrot i John Rubury, uzyskali patent na pierwszy hamulce kół przednich.
  - Premiera amerykańskiego filmu grozy Frankenstein w reżyserii Jamesa Searle Dawleya.
- 1911 – Oddano do użytku Zaporę Roosevelta na Salt River w Arizonie.
- 1913 – W Salonikach został zastrzelony przez anarchistę król Grecji Jerzy I.
- 1915 – I wojna światowa:
  - Na Morzu Północnym brytyjski HMS „Dreadnought” jako jedyny pancernik w historii staranował i zatopił okręt podwodny (niemiecki U-29).
  - Zwycięstwo Turków nad flotą brytyjsko-francuską w bitwie morskiej w Cieśninie Dardanelskiej.
- 1916 – U wybrzeży Albanii zatonął po storpedowaniu przez austro-węgierski okręt podwodny SM U-6 francuski niszczyciel „Renaudin”. Zginęło 47 członków załogi, ocalało 35.
- 1917 – W Piotrogrodzie zawiązano Polski Komitet Demokratyczny.
- 1920 – W Republice Weimarskiej została udaremniona próba przewrotu monarchistycznego (tzw. pucz Kappa-Lüttwitza).
- 1921 – W Rydze podpisano traktat pokojowy pomiędzy Polską a radzieckimi Rosją i Ukrainą.
- 1922:
  - Córka nowojorskiego rabina Mordechaja Kaplana jako pierwsza w historii dziewczynka przystąpiła do uroczystości bat micwy (odpowiednika bar micwy u chłopców).
  - Mahatma Gandhi został skazany przez brytyjskie władze kolonialne na 6 lat pozbawienia wolności.
- 1923 – Brytyjski wspinacz George Mallory na pytanie dziennikarza „The New York Times” dlaczego chce zdobyć Mount Everest udzielił odpowiedzi, która przeszła do historii, jako najważniejsze słowa w dziejach alpinizmu: Ponieważ tam jest!
- 1924 – Premiera amerykańskiego niemego filmu przygodowego Złodziej z Bagdadu w reżyserii Raoul Walsha.
- 1925 – Nad stanami Missouri, Illinois i Indiana przetoczyło się tzw. Tri-State Tornado, zabijając 695 osób.
- 1926:
  - Jan Černý został po raz drugi premierem Czechosłowacji.
  - Podczas tłumienia demonstracji przeciwko tzw. nierównoprawnym traktatom na Placu Niebiańskiego Spokoju w Pekinie zginęło 47 osób, a ponad 200 zostało rannych.
- 1932 – Założono hiszpański klub piłkarski Real Saragossa.
- 1937:
  - W Baku założonoklub piłkarski Neftçi PFK.
  - W wyniku wybuchu gazu w szkole w New London (Teksas) zginęło 295 uczniów i nauczycieli.
- 1938:
  - Otwarto ogród zoologiczny w Bangkoku.
  - W Meksyku znacjonalizowano przemysł naftowy.
- 1940 – Na przełęczy Brenner w Alpach spotkali się Adolf Hitler i Benito Mussolini.
- 1942 – Rozpoczęła się ewakuacja wojsk polskich z terenu ZSRR do Iranu.
- 1943:
  - Front wschodni: zwycięstwem wojsk niemieckich zakończyła się bitwa o Charków.
  - Wojna na Pacyfiku: na pokładzie niszczyciela „Akikaze” japońscy marynarze zamordowali około 60 cywilów, w tym kilkudziesięciu niemieckich misjonarzy.
- 1944 – Żołnierze 1. Dywizji Pancerno-Spadochronowej Hermann Göring dokonali masakry 136 mieszkańców wiosek Monchio, Susano i Costrignano koło Montefiorino w północnych Włoszech.
- 1945:
  - Bitwa o Atlantyk: na północny wschód od Bostonu został zatopiony bombami głębinowymi przez amerykańskie niszczyciele niemiecki okręt podwodny U-866 wraz z całą, 55-osobową załogą.
  - Front zachodni: 1250 samolotów amerykańskich dokonało nalotu bombowego na Berlin.
- 1948 – W Moskwie podpisano radziecko-bułgarski traktat o przyjaźni, współpracy i pomocy wzajemnej.
- 1953 – W trzęsieniu ziemi o sile 7,4 stopnia w skali Richtera w północno-zachodniej Turcji zginęło 265 osób.
- 1959 – Premiery filmów: Pamiętnik Anny Frank w reżyserii George’a Stevensa i westernu Rio Bravo w reżyserii Howarda Hawksa.
- 1961 – Luksemburski utwór Nous les amoureux w wykonaniu Jean-Claude’a Pascala zwyciężył w 6. Konkursie Piosenki Eurowizji we francuskim Cannes.
- 1962:
  - Francuski utwór Un premier amour w wykonaniu Isabelle Aubret zwyciężył w 7. Konkursie Piosenki Eurowizji w Luksemburgu.
  - Podpisany został francusko-algierski układ pokojowy w Evian-les-Bains.
- 1967 – Na kanale La Manche zatonął wypełniony ropą tankowiec „Torrey Canyon”, co spowodowało katastrofę ekologiczną na wybrzeżach brytyjskim i francuskim.
- 1970:
  - Alfred Hilbe został premierem Liechtensteinu.
  - W Kambodży gen. Lon Nol przeprowadził wspierany przez CIA zamach stanu, pozbawiając władzy księcia Norodoma Sihanouka.
- 1971 – Zejście lawiny skalnej do jeziora Yanahuin w peruwiańskich Andach wywołało falę powodziową, która zabiła od 200 do 600 osób.
- 1972 – Son Ngoc Thanh został premierem Kambodży
- 1974 – Większość krajów zrzeszonych w organizacji OPEC zniosło 5-miesięczne embargo naftowe nałożone na USA, Europę i Japonię.
- 1975 – Wojna wietnamska: decydujące zwycięstwo Wietnamu Północnego w bitwie o Buôn Ma Thuột.
- 1977 – W Brazzaville został zamordowany prezydent Konga mjr Marien Ngouabi.
- 1978 – Sąd w Lahore skazał na karę śmierci byłego prezydenta i premiera Pakistanu Zulfikara Alego Bhutto.
- 1980 – Na Kosmodromie Plesieck, w czasie napełniania paliwem eksplodowała rakieta Wostok, w wyniku czego zginęło 50 osób.
- 1990:
  - Przeprowadzono pierwsze demokratyczne wybory parlamentarne w NRD.
  - Z Isabella Stewart Gardner Museum w Bostonie skradziono 12 obrazów autorstwa Degasa, Rembrandta, Maneta, Vermeera i Flincka o łącznej wartości około 300 mln dolarów.
- 1994 – W Waszyngtonie podpisano porozumienie między Bośniakami i bośniackimi Chorwatami.
- 1996 – W pożarze klubu nocnego w Quezon City na Filipinach zginęły 162 osoby, a 95 odniosło obrażenia.
- 1997 – W katastrofie lotu Stavropol Airlines 1023 w rosyjskim Czerkiesku zginęło 50 osób.
- 1998 – W Estonii zniesiono karę śmierci.
- 2002 – Modibo Keïta został premierem Mali.
- 2003:
  - Na Kubie aresztowano 75 dysydentów (tzw. „Czarna Wiosna”).
  - Ukazała się powieść Dana Browna Kod Leonarda da Vinci.
  - Zoran Živković został premierem Serbii.
- 2009:
  - Kostaryka ogłosiła wznowienie stosunków dyplomatycznych z Kubą, zerwanych w 1961 roku.
  - W amerykańskim stanie Nowy Meksyk zniesiono karę śmierci.
  - W wyniku referendum konstytucyjnego w Azerbejdżanie został zniesiony limit dwóch kadencji prezydenckich.
- 2012:
  - Joachim Gauck został wybrany przez Zgromadzenie Federalne na urząd prezydenta Niemiec.
  - Tupou VI został królem Tonga.
- 2014 – Kryzys krymski: w Moskwie podpisano umowę między Rosją a Republiką Krymu i miastem wydzielonym Sewastopol o włączeniu ich do Rosji jako nowych podmiotów federacji. Umowa ta weszła w życie z dniem ratyfikacji 21 marca 2014 roku.
- 2015 – 24 osoby (w tym 3 Polaków) zginęły, a 50 zostało rannych w zamachu w Muzeum Bardo w Tunisie przeprowadzonym przez Państwo Islamskie.
- 2019 – 37-letni turecki emigrant Gökmen Tanis otworzył ogień do pasażerów tramwaju w holenderskim Utrechcie, w wyniku czego zginęły 3 osoby, a 7 zostało rannych, z których jedna zmarła później w szpitalu.

## Zdarzenia astronomiczne ieksploracja kosmosu
- 1965 – Wystrzelono statek kosmiczny Woschod 2 z Pawłem Bielajewem i Aleksiejem Leonowem, który odbył pierwszy spacer kosmiczny.
- 1988 – Całkowite zaćmienie Słońca widoczne nad Indonezją i zachodnim Pacyfikiem.
- 2004 – 30-metrowa planetoida 2004 FH przeleciała w odległości 43 tys. km od Ziemi.
- 2010 – Rozpoczęła się 23. ekspedycja na Międzynarodową Stację Kosmiczną (ISS).
- 2011:
  - Amerykańska sonda MESSENGER weszła na orbitę Merkurego.
  - Amerykańska sonda New Horizons minęła orbitę Urana.
- 2022 – Rozpoczęła się załogowa misja Sojuz MS-21 na Międzynarodową Stację Kosmiczną (ISS).

## Urodzili się
- 1294 – Henryk VI Dobry, książę wrocławski (zm. 1335)
- 1380 – Ludwina z Schiedam, holenderska mistyczka, święta (zm. 1433)
- 1496 – Maria Tudor, angielska księżniczka, królowa Francji (zm. 1533)
- 1545 – Juliusz Echter von Mespelbrunn, niemiecki duchowny katolicki, książę biskup Würzburga (zm. 1617)
- 1554 – Jozjasz I, hrabia Waldeck-Eisenberg (zm. 1588)
- 1555 – Franciszek Herkules Walezjusz, książę Andegawenii (zm. 1584)
- 1578 – (data chrztu) Adam Elsheimer, niemiecki malarz, grafik (zm. 1610)
- 1590 – Manuel de Faria e Sousa, portugalski poeta, historyk (zm. 1649)
- 1602 – Jacques de Billy, francuski jezuita, uczony (zm. 1679)
- 1604 – Jan IV Szczęśliwy, król Portugalii (zm. 1656)
- 1606 – Jan X, niemiecki duchowny protestancki, książę-biskup Lubeki (zm. 1655)
- 1609 – Fryderyk III Oldenburg, król Danii i Norwegii (zm. 1670)
- 1634 – Madame de La Fayette, francuska pisarka (zm. 1693)
- 1640 – Philippe de La Hire, francuski astronom, matematyk (zm. 1718)
- 1657 – Giuseppe Ottavio Pitoni, włoski kompozytor (zm. 1743)
- 1687 – Adam Friedrich von Flemming, saski polityk (zm. 1744)
- 1690 – Christian Goldbach, niemiecki matematyk (zm. 1764)
- 1707 – (lub 1706) Józef Baka, polski jezuita, kaznodzieja, poeta, panegirysta, hagiograf (zm. 1780)
- 1709 – Johannes Gessner, szwajcarski lekarz, przyrodnik (zm. 1790)
- 1722 – Zachar Czernyszew, rosyjski hrabia, feldmarszałek, polityk (zm. 1784)
- 1727 – Ferdinand Berthoud, francuski zegarmistrz (zm. 1807)
- 1733 – Friedrich Nicolai, niemiecki pisarz, wydawca, wolnomularz (zm. 1811)
- 1734 – Erdmann Gustaw Henckel von Donnersmarck, pan Tarnowskich Gór, starosta bytomski, baron i hrabia cesarstwa (zm. 1805)
- 1736 – Józef Czachorowski, polski szlachcic, dowódca wojskowy (zm. 1772)
- 1739 – Domingo de Iriarte y Nieves Ravelo, hiszpański dyplomata, radca stanu (zm. 1795)
- 1741 – Aleksander Kucharski, polski malarz (zm. 1819)
- 1743 – Józef Gembart, polski duchowny katolicki, biskup pomocniczy gnieźnieński (zm. 1821)
- 1751 – Wincenty Jakubowski, polski kaznodzieja, poeta, tłumacz (zm. 1826)
- 1774:
  - Gabriel Józef Alojzy Biernacki, polski generał, polityk (zm. 1834)
  - Ludovico Gazzoli, włoski kardynał (zm. 1858)
- 1775 – Edward Żółtowski, polski i francuski generał (zm. 1842)
- 1780 – Miłosz I Obrenowić, książę Serbii (zm. 1860)
- 1782 – John C. Calhoun, amerykański polityk, wiceprezydent USA (zm. 1850)
- 1790 – Astolphe de Custine, francuski arystokrata, pisarz, podróżnik (zm. 1857)
- 1794 – Josef Rychtera, czeski rzeźbiarz (zm. 1848)
- 1796:
  - Joseph Berres, austriacki chirurg, wykładowca akademicki (zm. 1844)
  - Jakob Steiner, szwajcarski matematyk, wykładowca akademicki (zm. 1863)
- 1799 – Józef Święcicki, polski pułkownik, uczestnik powstania listopadowego, emigrant (zm. 1868)
- 1800 – Grzegorz Szymonowicz, polski duchowny ormiańskokatolicki, arcybiskup lwowski (zm. 1875)
- 1813 – Friedrich Hebbel, niemiecki dramaturg, poeta (zm. 1863)
- 1814 – Bogusława Mańkowska, polska pisarka, pamiętnikarka (zm. 1901)
- 1821 – Heinrich Eduard Heine, niemiecki matematyk (zm. 1881)
- 1828 – James DeRuyter Blackwell, amerykański poeta (zm. 1901)
- 1830 – Fustel de Coulanges, francuski historyk (zm. 1889)
- 1833 – Thomas Powys, brytyjski arystokrata, ornitolog (zm. 1896)
- 1834 – Adrien Proust, francuski lekarz, higienista (zm. 1903)
- 1837 – Grover Cleveland, amerykański polityk, prezydent USA (zm. 1908)
- 1838 – William Randal Cremer, brytyjski działacz związkowy, laureat Pokojowej Nagrody Nobla (zm. 1908)
- 1839 – Joseph-Émile Barbier, francuski astronom, matematyk (zm. 1889)
- 1840 – William Cosmo Monkhouse, brytyjski poeta, krytyk sztuki (zm. 1901)
- 1842 – Stéphane Mallarmé, francuski poeta, teoretyk sztuki, krytyk literacki (zm. 1898)
- 1844 – Nikołaj Rimski-Korsakow, rosyjski kompozytor, dyrygent, pedagog, krytyk muzyczny (zm. 1908)
- 1848 – Ludwika Koburg, księżniczka brytyjska, księżna Argyll (zm. 1939)
- 1849:
  - Edward Grabowski, polski krytyk i historyk literatury, pedagog (zm. 1912)
  - Józef Wajda, polski duchowny katolicki, działacz społeczny i narodowy na Górnym Śląsku, polityk (zm. 1923)
- 1850:
  - Ernst Büchner, niemiecki chemik, wynalazca (zm. 1924)
  - Alfred Percival Maudslay, brytyjski dyplomata, odkrywca, archeolog (zm. 1931)
  - Józef Montwiłł, polski ziemianin, bankier, działacz społeczny, polityk (zm. 1911)
- 1853 – Arthur Montagu Brookfield, brytyjski pułkownik, polityk, urzędnik konsularny (zm. 1940)
- 1854:
  - Nikołaj Ruzski, rosyjski generał adiutant (zm. 1918)
  - Aleksy Toth, rosyjski duchowny i święty prawosławny (zm. 1909)
- 1858:
  - Rudolf Diesel, niemiecki wynalazca (zm. 1913)
  - Enryō Inoue, japoński filozof, pedagog, nacjonalista (zm. 1919)
- 1859:
  - Thomas Gibson-Carmichael, brytyjski arystokrata, polityk, administrator kolonialny (zm. 1926)
  - Antoni Zawadzki, polski generał brygady (zm. 1928)
- 1860:
  - Stanisław Gabriel Kozłowski, polski dramaturg (zm. 1922)
  - Serafin (Mieszczeriakow), rosyjski biskup prawosławny (zm. 1933)
  - Jan Gwalbert Pawlikowski, polski ekonomista, publicysta, polityk, historyk literatury, taternik, ekolog (zm. 1939)
- 1861:
  - Czesław Domaniewski, polski architekt, pedagog (zm. 1936)
  - Gabrielė Petkevičaitė-Bitė, litewska pisarka, publicystka, działaczka ruchu odrodzenia narodowego, nauczycielka, polityk (zm. 1943)
- 1862 – Eugène Jansson, szwedzki malarz (zm. 1915)
- 1863 – Eduard Zirm, austriacki okulista (zm. 1944)
- 1866 – Karol Adamiecki, polski teoretyk zarządzania (zm. 1933)
- 1868 – Wilhelm Stekel, austriacki lekarz, psychoanalityk (zm. 1940)
- 1869 – Neville Chamberlain, brytyjski polityk, premier Wielkiej Brytanii (zm. 1940)
- 1870 – Jerzy Michalski, polski ekonomista, polityk, minister skarbu (zm. 1956)
- 1872:
  - Aleksiej Archangielski, rosyjski generał lejtnant, emigracyjny działacz antykomunistyczny (zm. 1959)
  - Aleksandr Czeriaczukin, rosyjski generał, emigracyjny działacz kombatancki i kulturalny, pisarz (zm. 1944)
- 1874:
  - Nikołaj Bierdiajew, rosyjski filozof (zm. 1948)
  - Alice Gurschner, austriacka poetka, pisarka i felietonistka (zm. 1944)
  - Rafał Scherman, polski psychografolog (zm. po 1940)
- 1875 – Manuel Trucco, chilijski polityk (zm. 1954)
- 1877:
  - Edgar Cayce, amerykański mistyk, jasnowidz, uzdrowiciel, wizjoner (zm. 1945)
  - Alfred Simón Colomina, hiszpański jezuita, męczennik, błogosławiony (zm. 1936)
  - Stefan Hubicki, polski generał brygady, ginekolog, polityk, minister pracy i opieki społecznej (zm. 1955)
- 1878 – Adam Ettinger, polski prawnik, kryminolog, działacz komunistyczny żydowskiego pochodzenia (zm. 1934)
- 1880:
  - Walter Hohmann, niemiecki architekt, pionier astronautyki i rakietnictwa (zm. 1945)
  - Salwator Huerta Gutiérrez, meksykański męczennik, błogosławiony (zm. 1927)
  - Józef Lehrer, polski kompozytor, dyrygent pochodzenia żydowskiego (zm. 1941)
- 1881 – Józef Kręgielski, polski działacz śpiewaczy, krawiec (zm. 1954)
- 1882:
  - Gian Francesco Malipiero, włoski kompozytor, muzykolog (zm. 1973)
  - Józef Pracki, polski pułkownik lekarz (zm. 1935)
- 1883 – Władysław Gargul, polski fotograf, wynalazca (zm. 1946)
- 1884 – August Thalheimer, niemiecki polityk komunistyczny (zm. 1948)
- 1886:
  - Edward Everett Horton, amerykański aktor (zm. 1970)
  - Abraham Morewski, polski aktor, reżyser, pisarz, tłumacz pochodzenia żydowskiego (zm. 1964)
- 1887:
  - Aurel Aldea, rumuński generał, polityk (zm. 1949)
  - Róbert Berény, węgierski malarz (zm. 1953)
- 1888:
  - Otto von Schrader, niemiecki admirał (zm. 1945)
  - Tom Williams, brytyjski polityk (zm. 1967)
- 1889 – Georges Alexandre Krins, belgijski wiolonczelista (zm. 1912)
- 1890:
  - Józef Innocenty Guz, polski franciszkanin, męczennik, błogosławiony (zm. 1940)
  - Gerardus van der Leeuw, holenderski teolog, religioznawca, egiptolog, polityk (zm. 1950)
- 1891:
  - Charles Lelong, francuski lekkoatleta, sprinter (zm. 1970)
  - Walter A. Shewhart, amerykański fizyk, inżynier, statystyk (zm. 1967)
- 1892 – Edith Storey, amerykańska aktorka (zm. 1967)
- 1893:
  - Costante Girardengo, włoski kolarz szosowy i torowy (zm. 1978)
  - Wilfred Owen, brytyjski poeta (zm. 1918)
- 1894:
  - Wincenty Kociuba, polski rolnik, polityk, poseł na Sejm RP (zm. 1940)
  - Sachib-Gariej Said-Galijew, radziecki polityk (zm. 1938)
  - Albin Stepowicz, białoruski publicysta, polityk, poseł na Sejm RP (zm. 1934)
- 1895 – Ion Barbu, rumuński matematyk, poeta (zm. 1961)
- 1896 – Haroldo, brazylijski piłkarz (zm. 1955)
- 1897 – John Ridley Stroop, amerykański psycholog (zm. 1973)
- 1898:
  - Marta Burbianka, polska bibliotekarka, historyk (zm. 1973)
  - Karol Małłek, polski działacz mazurski, pisarz, folklorysta, nauczyciel (zm. 1969)
  - Lawrence Shehan, amerykański duchowny katolicki, arcybiskup Baltimore, kardynał (zm. 1984)
  - Ernst Westerlund, fiński żeglarz sportowy (zm. 1961)
- 1899:
  - Stanisław Radajewicz, polski major piechoty (zm. 1991)
  - Américo Tesoriere, argentyński piłkarz, trener (zm. 1977)
- 1900:
  - Edward Bałtusis, polski podpułkownik saperów (zm. 1959)
  - Christopher Temple Emmet, amerykański pisarz polityczny, dyplomata, działacz antykomunistyczny i antynazistowski (zm. 1974)
  - Chris Graham, kanadyjski bokser (zm. 1986)
  - Roberto Grau, argentyński szachista (zm. 1944)
  - Stanisław Niewiadomski, polski poeta, prozaik, uczestnik powstania warszawskiego (zm. 1990)
  - Tadeusz Żeromski, polski poeta, kompozytor (zm. 1977)
- 1901:
  - Manly Palmer Hall, amerykański religioznawca, okultysta pochodzenia kanadyjskiego (zm. 1990)
  - Peter Jilemnický, słowacki pisarz, nauczyciel (zm. 1949)
  - Giuseppe Santagostino, włoski piłkarz, trener (zm. 1955)
- 1902:
  - Edward Czerkas, polski uczeń, orlę lwowskie (zm. 1918)
  - Lidia Ginzburg, rosyjska pisarka, historyk i teoretyk literatury pochodzenia żydowskiego (zm. 1990)
  - Olha Gurska, ukraińska malarka (zm. 1975)
  - Siegfried Westphal, niemiecki generał kawalerii (zm. 1982)
- 1903:
  - Galeazzo Ciano, włoski polityk, dyplomata, minister spraw zagranicznych (zm. 1944)
  - Rudolf Herrnstadt, niemiecki dziennikarz, działacz komunistyczny, agent sowieckich służb specjalnych (zm. 1966)
  - e.o. plauen, niemiecki rysownik (zm. 1944)
- 1904:
  - Wilhelm Dreimann, niemiecki funkcjonariusz i zbrodniarz nazistowski (zm. 1946)
  - Srečko Kosovel, słoweński poeta, krytyk literacki, publicysta (zm. 1926)
- 1905:
  - Robert Donat, brytyjski aktor pochodzenia polskiego (zm. 1958)
  - Michał Laskowski, polsko-amerykański biochemik, wykładowca akademicki (zm. 1981)
  - Zoilo Saldombide, urugwajski piłkarz (zm. 1981)
  - Arne Sande, duński bokser (zm. 1985)
  - Paul Thieme, niemiecki indolog, wykładowca akademicki (zm. 2001)
- 1906:
  - Romualdas Juknevičius, litewski aktor, reżyser filmowy (zm. 1963)
  - Karl Sesta, austriacki piłkarz, trener (zm. 1974)
  - Kiejstut Żemaitis, polski inżynier hutnik, wykładowca akademicki, polityk, poseł na Sejm PRL, minister hutnictwa, minister przemysłu maszynowego i minister przemysłu ciężkiego (zm. 1973)
- 1907:
  - Aleksiej Baksow, radziecki generał pułkownik (zm. 1986)
  - Lucile Browne, amerykańska aktorka (zm. 1976)
  - Seweryn Ehrlich, polski podporucznik, lekarz, poeta, prozaik (zm. 1968)
  - Józef Garbacik, polski historyk, regionalista, wykładowca akademicki (zm. 1976)
  - John Zachary Young, brytyjski zoolog, anatom, neurofizjolog, wykładowca akademicki (zm. 1997)
  - Nini Zogg, szwajcarska narciarka alpejska (zm. 1988)
- 1908 – Raymond Patriarca, amerykański boss mafijny pochodzenia włoskiego (zm. 1984)
- 1909:
  - Ernest Gallo, amerykański przedsiębiorca pochodzenia włoskiego (zm. 2007)
  - Mieczysław Potocki, polski major dyplomowany łączności, żołnierz AK (zm. 1989)
  - Józef Zembaczyński, polski piłkarz (zm. 1987)
- 1910:
  - Walter Hanke, niemiecki piłkarz (zm. 1980)
  - Witalis (Ustinow), rosyjski duchowny prawosławny, pierwszy hierarcha Rosyjskiego Kościoła Prawosławnego poza granicami Rosji (zm. 2006)
- 1911:
  - Smiley Burnette, amerykański aktor, piosenkarz country (zm. 1967)
  - Robert Lamoot, belgijski piłkarz (zm. 1996)
  - Josef Neumann, szwajcarski lekkoatleta, oszczepnik i wieloboista (zm. 1994)
  - Achilles Puchała, polski franciszkanin, męczennik, błogosławiony (zm. 1943)
- 1912 – Janusz Makowski, polski dziennikarz, działacz katolicki, polityk, poseł na Sejm PRL (zm. 1972)
- 1913:
  - René Clément, francuski reżyser i scenarzysta filmowy (zm. 1996)
  - Reinhard Hardegen, niemiecki oficer marynarki, dowódca U-Bootów, przedsiębiorca, polityk (zm. 2018)
  - Katarina Matanović-Kulenović, chorwacka pilotka, spadochroniarka (zm. 2003)
  - Werner Mölders, niemiecki pilot wojskowy, as myśliwski (zm. 1941)
- 1914:
  - Ernest August Hanowerski, niemiecki arystokrata (zm. 1987)
  - Richard Leibler, amerykański matematyk, statystyk i kryptolog (zm. 2003)
- 1915:
  - Richard Condon, amerykański pisarz (zm. 1996)
  - Helga Gödl, austriacka i niemiecka narciarka alpejska (zm. 2005)
  - Józef Kromkay, polski kapitan piechoty (zm. 1944)
  - Evelyn Pinching, brytyjska narciarka alpejska (zm. 1988)
- 1916:
  - Zbigniew Januszko, polski ekonomista, polityk, poseł na Sejm PRL (zm. 1995)
  - Henk Ooms, holenderski kolarz torowy (zm. 1993)
  - Iwan Pudkow, radziecki polityk (zm. 2002)
  - Imants Sudmalis, łotewski działacz komunistyczny (zm. 1944)
  - Władimir Tieriebiłow, radziecki prawnik, polityk (zm. 2004)
  - Arie van Vliet, holenderski kolarz torowy (zm. 2001)
- 1917 – Mircea Ionescu-Quintus, rumuński prawnik, polityk, poeta, aforysta (zm. 2017)
- 1918:
  - Heinz Felfe, niemiecki podwójny agent (zm. 2008)
  - Frans Hogenbirk, holenderski piłkarz, trener (zm. 1998)
- 1919:
  - Giuseppe Amadei, włoski nauczyciel, publicysta, polityk, eurodeputowany (zm. 2020)
  - Elizabeth Anscombe, brytyjska filozof, wykładowczyni akademicka (zm. 2001)
  - Michèle Arnaud, francuska piosenkarka, producentka muzyczna (zm. 1998)
  - Laila Schou Nilsen, norweska narciarka alpejska, łyżwiarka szybka (zm. 1998)
- 1920:
  - Luis García-Ochoa Ibáñez, hiszpański malarz, rytownik, ilustrator (zm. 2019)
  - Pierre Plantard, francuski kreślarz, dziennikarz (zm. 2000)
  - Friedrich Waller, szwajcarski bobsleista (zm. 2004)
- 1921:
  - Bartłomiej (Anania), rumuński biskup prawosławny (zm. 2011)
  - Józef Arkusz, polski reżyser filmów oświatowych (zm. 1995)
  - Josef Tabenkin, izraelski podpułkownik (zm. 1987)
- 1922:
  - Egon Bahr, niemiecki dziennikarz, polityk (zm. 2015)
  - Edward Latos, polski pediatra (zm. 2018)
  - Seymour Martin Lipset, amerykański socjolog (zm. 2006)
- 1923:
  - Marytė Melnikaitė, litewska działaczka komunistyczna, partyzant (zm. 1943)
  - John Silkin, brytyjski arystokrata, polityk (zm. 1987)
  - Kalina Skłodowska-Antonowicz, polska etnograf, muzealnik (zm. 2003)
- 1924:
  - Alexandre José Maria dos Santos, mozambicki duchowny katolicki, franciszkanin, arcybiskup Maputo, kardynał (zm. 2021)
  - Leszek Rózga, polski malarz, grafik, rysownik (zm. 2015)
  - Moris Simaszko, kazachski pisarz (zm. 2000)
- 1925 – Antonio José González Zumárraga, ekwadorski duchowny katolicki, arcybiskup Quito, prymas Ekwadoru, kardynał (zm. 2008)
- 1926:
  - Peter Graves, amerykański aktor (zm. 2010)
  - Józef Maciejewski, polski architekt (zm. 2000)
- 1927:
  - John Kander, amerykański kompozytor pochodzenia żydowskiego
  - Franco Piga, włoski prawnik, polityk (zm. 1990)
  - Rafael Torija de la Fuente, hiszpański duchowny katolicki, prałat terytorialny i biskup Ciudad Real (zm. 2019)
- 1928:
  - Lennart Carleson, szwedzki matematyk
  - Antonio Pacenza, argentyński bokser (zm. 1999)
  - Gustav Peichl, austriacki architekt, karykaturzysta (zm. 2019)
  - Fidel Ramos, filipiński wojskowy, polityk, minister obrony, prezydent Filipin (zm. 2022)
  - Atanas Sejkow, bułgarski pisarz, publicysta (zm. 2010)
  - Jacques Thuillier, francuski historyk sztuki (zm. 2011)
- 1929:
  - Samuel Pisar, polsko-amerykański prawnik, obrońca praw człowieka, polityk, pisarz pochodzenia żydowskiego (zm. 2015)
  - Zbigniew Toffel, polski dyrygent (zm. 2005)
  - Christa Wolf, niemiecka pisarka (zm. 2011)
- 1930:
  - Zbigniew Czarnuch, polski historyk, działacz społeczny (zm. 2024)
  - Verna Johnston, australijska lekkoatletka, sprinterka (zm. 2010)
  - Adam Maida, amerykański duchowny katolicki, arcybiskup Detroit, kardynał
  - Józef Zbiróg, polski aktor (zm. 2009)
- 1931:
  - Vlastimil Bubník, czeski piłkarz, hokeista (zm. 2015)
  - Howard Coble, amerykański polityk (zm. 2015)
  - Aristide Gunnella, włoski prawnik, polityk, minister ds. regionalnych (zm. 2025)
  - Ian McMillan, szkocki piłkarz, trener (zm. 2024)
  - John Mollo, brytyjski kostiumograf filmowy (zm. 2017)
- 1932:
  - Marian McCargo, amerykańska aktorka, tenisistka (zm. 2004)
  - John Updike, amerykański pisarz (zm. 2009)
- 1933:
  - Helmut Bauer, niemiecki duchowny katolicki, biskup pomocniczy Würzburga (zm. 2024)
  - Sergio Pitol, meksykański pisarz, dyplomata (zm. 2018)
  - Severino Poletto, włoski duchowny katolicki, arcybiskup Turynu, kardynał (zm. 2022)
  - Win Wilfong, amerykański koszykarz (zm. 1985)
- 1934:
  - Franciszek Józef Lis, polski geolog (zm. 2009)
  - Adolf Merckle, niemiecki przedsiębiorca (zm. 2009)
  - Zofia Urbanyi-Krasnodębska, polska dyrygentka, pedagog muzyczna (zm. 2023)
- 1935:
  - Jerzy Komorowski, polski inżynier, instruktor harcerski, przewodnik turystyczny (zm. 2006)
  - Antoni Naguib, egipski duchowny, arcybiskup, patriarcha Kościoła katolickiego obrządku koptyjskiego, kardynał (zm. 2022)
- 1936:
  - Frederik Willem de Klerk, południowoafrykański polityk, prezydent RPA, laureat Pokojowej Nagrody Nobla (zm. 2021)
  - Otto Leodolter, austriacki skoczek narciarski (zm. 2020)
  - Anthony Nash, brytyjski bobsleista (zm. 2022)
- 1937:
  - Rudi Altig, niemiecki kolarz torowy i szosowy (zm. 2016)
  - Laurens Jan Brinkhorst, holenderski prawnik, polityk
  - Mark Donohue, amerykański kierowca wyścigowy (zm. 1975)
  - Michelangelo Riccardo Tiribilli, włoski duchowny katolicki, benedyktyn, opat terytorialny Monte Oliveto Maggiore (zm. 2025)
- 1938:
  - Carl Gottlieb, amerykański reżyser i scenarzysta filmowy
  - Shashi Kapoor, indyjski aktor (zm. 2017)
  - Charley Pride, amerykański piosenkarz i gitarzysta country (zm. 2020)
  - Alcides Silveira, urugwajski piłkarz (zm. 2011)
  - Machiko Soga, japońska aktorka (zm. 2006)
- 1939:
  - Ron Atkinson, angielski piłkarz, trener
  - Corrado Farina, włoski reżyser i scenarzysta filmowy (zm. 2016)
  - Józef Gomoluch, polski piłkarz (zm. 2007)
  - Gérard Hausser, francuski piłkarz
  - Edward Pyziołek, polski lekarz, polityk, senator RP
- 1940:
  - Teodor Czipew, bułgarski prawnik, polityk
  - Arlette Laguiller, francuska polityk
  - Nefail Piraniqi, albański aktor (zm. 1996)
  - Ernst Veenemans, holenderski wioślarz (zm. 2017)
- 1941:
  - Wolfgang Bauer, austriacki pisarz (zm. 2005)
  - David Dias Pimentel, portugalski duchowny katolicki, biskup São João da Boa Vista (zm. 2021)
  - Wilson Pickett, amerykański wokalista soulowy (zm. 2006)
  - Gregorios Elias Tabé, syryjski duchowny katolicki, arcybiskup Damaszku (zm. 2023)
  - Fausto Trávez Trávez, ekwadorski duchowny katolicki, arcybiskup Quito i prymas Ekwadoru
- 1942:
  - Ionel Drîmbă, rumuński florecista (zm. 2006)
  - Jeff Mullins, amerykański koszykarz, trener
  - Albert Van Vlierberghe, belgijski kolarz szosowy, torowy i przełajowy (zm. 1991)
  - Vincenzo Visco, włoski ekonomista, polityk
- 1943:
  - Kevin Dobson, amerykański aktor (zm. 2020)
  - Janusz Nyczak, polski reżyser teatralny (zm. 1990)
- 1944:
  - Edward Daszkiewicz, polski przedsiębiorca, polityk, poseł na Sejm RP
  - Maciej Kobyliński, polski polityk, samorządowiec, prezydent Słupska
  - Józef Kwiecień, polski polityk, samorządowiec, marszałek województwa świętokrzyskiego (zm. 2017)
  - Amnon Lipkin-Szachak, izraelski generał, polityk (zm. 2012)
  - Frank McRae, amerykański aktor (zm. 2021)
  - Jan Olsson, szwedzki piłkarz, trener
- 1945:
  - Salvatore Pappalardo, włoski duchowny katolicki, arcybiskup Syrakuz
  - Bobby Solo, włoski piosenkarz
  - Susan Tyrrell, amerykańska aktorka (zm. 2012)
  - Anthony Villanueva, filipiński bokser (zm. 2014)
  - Eric Woolfson, szkocki piosenkarz, autor tekstów (zm. 2009)
- 1946:
  - Paul Atkinson, brytyjski gitarzysta, członek zespołu The Zombies (zm. 2004)
  - Miłko Gajdarski, bułgarski piłkarz (zm. 1989)
  - Han Kwang Bok, północnokoreańska polityk
  - Leif Hansson, szwedzki kolarz szosowy
  - Mike Lewis, amerykański koszykarz
  - Anatole Milandou, kongijski duchowny katolicki, arcybiskup Brazzaville
- 1947:
  - Maruf al-Bachit, jordański generał, polityk, premier Jordanii (zm. 2023)
  - Stewo Crwenkowski, macedoński dyplomata, polityk (zm. 2004)
  - Józef Kowalczyk, polski piłkarz (zm. 2017)
  - Deborah Lipstadt, amerykańska pisarka, historyk
  - John Nienstedt, amerykański duchowny katolicki, arcybiskup metropolita Saint Paul i Minneapolis
  - Joanna Wiszniewicz, polska historyk, polonistka pochodzenia żydowskiego (zm. 2009)
- 1948:
  - Toni Bertorelli, włoski aktor (zm. 2017)
  - Baciro Candé, piłkarz i trener z Gwinei Bissau
  - Marek Kazimierz Kamiński, polski historyk (zm. 2020)
- 1949:
  - Boris Graczewski, rosyjski aktor, reżyser i scenarzysta filmowy (zm. 2021)
  - Alex Higgins, północnoirlandzki snookerzysta (zm. 2010)
  - Józef Jerzy Pilarczyk, polski polityk, minister rolnictwa i rozwoju wsi
  - Rodrigo Rato, hiszpański ekonomista, polityk
  - Jacques Secrétin, francuski tenisista stołowy (zm. 2020)
- 1950:
  - José Luis Del Palacio, hiszpański duchowny katolicki, biskup Callao
  - Brad Dourif, amerykański aktor
  - Daniel Grinberg, polski historyk
  - Zbigniew Hałat, polski epidemiolog, publicysta, urzędnik państwowy (zm. 2022)
  - Jim Knobeloch, amerykański aktor
  - Rod Milburn, amerykański lekkoatleta, płotkarz (zm. 1997)
  - Anthony Pascal Rebello, kenijski duchowny katolicki, werbista, biskup Francistown (zm. 2024)
- 1951:
  - Bill Frisell, amerykański gitarzysta jazzowy, kompozytor
  - Borys Klimczuk, ukraiński polityk, dyplomata (zm. 2014)
- 1952:
  - Marek Kossakowski, polski dziennikarz, działacz społeczny, polityk
  - Bernie Tormé, irlandzki wokalista, gitarzysta, kompozytor (zm. 2019)
  - Jurij Wynnyczuk, ukraiński pisarz, językoznawca, dziennikarz
  - Salome Zurabiszwili, gruzińska polityk, prezydent Gruzji.
- 1953:
  - Stanisław Bieleń, polski politolog, wykładowca akademicki
  - Zbigniew Hnatio, polski piłkarz (zm. 2014)
  - Ute Kircheis-Wessel, niemiecka florecistka
  - Eli Lewental, izraelski piłkarz
  - José Luis Saldívar, meksykański piłkarz, trener (zm. 2014)
  - Małgorzata Wierzbicka, polska slawistka, tłumaczka, dyplomatka (zm. 2022)
- 1954:
  - Enéas de Camargo, brazylijski piłkarz (zm. 1988)
  - Giambattista Diquattro, włoski duchowny katolicki, arcybiskup ad personam, nuncjusz apostolski
  - Roman Frankl, polski aktor, piosenkarz, kompozytor
  - Zuzanna Łapicka, polska dziennikarka, tłumaczka (zm. 2018)
  - Edward Malec, polski kardiochirurg, chirurg dziecięcy, wykładowca akademicki
  - James Reilly, amerykański geolog, astronauta
- 1955:
  - Philippe Boisse, francuski szpadzista
  - Stojanka Kurbatowa, bułgarska wioślarka
  - Edward Miszczak, polski dziennikarz
  - Dwayne Murphy, amerykański baseballista
  - Carlos Enrique Trinidad Gómez, gwatemalski duchowny katolicki, biskup San Marcos (zm. 2018)
- 1956:
  - Józef Guzdek, polski duchowny katolicki, arcybiskup metropolita białostocki
  - Piotr Rzewuski, polski wydawca, działacz opozycji antykomunistycznej (zm. 2022)
  - Ingemar Stenmark, szwedzki narciarz alpejski
  - Roger Wehrli, szwajcarski piłkarz, trener
  - Edward Żentara, polski aktor, reżyser, dyrektor teatru (zm. 2011)
- 1957:
  - Christer Fuglesang, szwedzki fizyk, astronauta
  - Aleksandr Waulin, rosyjski szachista (zm. 2008)
  - Andrzej Zwoliński, polski duchowny katolicki, profesor nauk teologicznych, socjolog, teolog, sektolog
- 1958:
  - Xavier Deluc, francuski aktor
  - Andrzej Kaczmarek, polski satyryk, aktor kabaretowy (zm. 2008)
  - Józef Nowak, polski piłkarz (zm. 2025)
  - Anna Łoś, polska fotograf, fotoreporter (zm. 2018)
- 1959:
  - Luc Besson, francuski reżyser, scenarzysta i producent filmowy
  - Irene Cara, amerykańska piosenkarka, aktorka (zm. 2022)
  - Marek Dziubek, polski polityk, poseł na Sejm RP
  - Julie Vollertsen, amerykańska siatkarka
- 1960:
  - Jean-Pierre Bade, reunioński piłkarz, trener
  - Mariam Ciklauri, gruzińska pisarka, poetka, tłumaczka
  - Steve Kloves, amerykański reżyser i scenarzysta filmowy
  - James Plaskett, brytyjski szachista
  - Dorota Roqueplo, francuska kostiumografka
- 1961:
  - Anne Ferreira, francuska działaczka samorządowa, polityk, eurodeputowana
  - Grant Hart, amerykański muzyk, wokalista, członek zespołów Hüsker Dü i Nova Mob (zm. 2017)
  - Edward Kiedos, polski ekonomista, strażak, rolnik, samorządowiec, polityk, poseł na Sejm PRL
  - Hanna Kulenty, polska kompozytorka
  - Frano Matušić, chorwacki muzyk, nauczyciel, samorządowiec, polityk
  - Marek Mendyk, polski duchowny katolicki, biskup świdnicki
  - Virgilijus Poderys, litewski menedżer, polityk
- 1962:
  - Stefano Allocchio, włoski kolarz szosowy i torowy
  - Guido Gallese, włoski duchowny katolicki, biskup Alessandrii
  - Thomas Ian Griffith, amerykański aktor
  - Joachim Ouédraogo, burkiński duchowny katolicki, biskup Koudougou
  - Edward Przebieracz, polski dziennikarz, wydawca, poeta, prozaik
  - Mike Rowe, amerykański prezenter telewizyjny
  - Wolfgang Seidenberg, niemiecki aktor
  - Patrice Trovoada, saotomejski polityk, premier Wysp Świętego Tomasza i Książęcej
  - Etsushi Toyokawa, japoński aktor
  - Volker Weidler, niemiecki kierowca wyścigowy
- 1963:
  - Lázaro Betancourt, kubański lekkoatleta, trójskoczek
  - Roman Edward Borek, polski samorządowiec, polityk, poseł na Sejm RP
  - Li Yanjun, chińska siatkarka
  - Hieronim (Muzeeyi), ugandyjski biskup prawosławny
  - Jean-Claude Schlim, luksemburski reżyser i producent filmowy
  - Vanessa Williams, amerykańska aktorka, piosenkarka
- 1964:
  - Izaak (Andronik), ukraiński biskup prawosławny
  - Bonnie Blair, amerykańska łyżwiarka szybka
  - Alex Caffi, włoski kierowca wyścigowy
  - Roger Honegger, szwajcarski kolarz górski i przełajowy
  - Rozalla, zambijska piosenkarka
  - Alena Schillerová, czeska prawnik, polityk
- 1965:
  - Birgit Clarius, niemiecka lekkoatletka, wieloboistka
  - Jozef Mihál, słowacki polityk
  - Ray Stewart, jamajski lekkoatleta, sprinter
  - Roman Szewczyk, polski piłkarz
  - Sławomir Zawada, polski sztangista
- 1966:
  - Ton Caanen, holenderski piłkarz, trener
  - Jerry Cantrell, amerykański muzyk, wokalista, kompozytor, członek zespołu Alice in Chains
  - Irina Chabarowa, rosyjska lekkoatletka, sprinterka
  - Troy Kemp, bahamski lekkoatleta, skoczek wzwyż
  - Nuno Melo, portugalski prawnik, polityk
  - Álvaro Vargas Llosa, peruwiański publicysta, politolog
- 1967:
  - Jan Hartman, polski filozof, bioetyk, profesor nauk humanistycznych, wydawca, publicysta, wykładowca akademicki, polityk pochodzenia żydowskiego
  - Anna Hedh, szwedzka polityk, eurodeputowana
  - Taiten Kusunoki, japoński aktor
  - Swetłana Lesewa, bułgarska lekkoatletka, skoczkini wzwyż
  - Stefan Lindqvist, szwedzki piłkarz (zm. 2020)
  - Ángel José Macín, argentyński duchowny katolicki, biskup Reconquisty
  - Eugeniusz Malinowski, rosyjski aktor, piosenkarz, gitarzysta, dyrygent
- 1968:
  - Bruno le Bras, francuski kolarz przełajowy
  - Miguel Herrera, meksykański piłkarz, trener
  - Temur Kecbaia, gruziński piłkarz, trener
  - Eva Thornton, południowoafrykańska lekkoatletka, tyczkarka
  - Wim de Vos, holenderski kolarz górski i przełajowy
  - Małgorzata Wolf, polska strzelczyni sportowa
- 1969:
  - Michael Bergin, amerykański model, aktor
  - Wasyl Iwanczuk, ukraiński szachista
  - Aleksandar Kocić, serbski piłkarz, bramkarz
  - Jimmy Morales, gwatemalski polityk, prezydent Gwatemali
  - René Rensch, niemiecki wioślarz (sternik)
  - Sheila Taormina, amerykańska pływaczka, triathlonistka, pięcioboistka nowoczesna
- 1970:
  - Suzan Anbeh, niemiecka aktorka, modelka pochodzenia irańskiego
  - Bill Etheridge, brytyjski polityk
  - Katy Gallagher, australijska polityk
  - Queen Latifah, amerykańska raperka, piosenkarka, aktorka
  - Matthias Maurer, niemiecki astronauta
- 1971:
  - Wayne Arthurs, australijski tenisista
  - Jerzy Brzęczek, polski piłkarz, trener
  - Philippe Close, belgijski polityk, burmistrz Brukseli
  - Anna Enocsson, szwedzka kolarka górska
  - Wasyl Horbal, ukraiński prawnik, polityk
  - Agnieszka Kotlarska, polska aktorka (zm. 2015)
  - Hilde Synnøve Lid, norweska narciarka dowolna
  - Mariaan de Swardt, południowoafrykańska tenisistka
- 1972:
  - Fernando Aguiar, kanadyjski piłkarz pochodzenia portugalskiego
  - Aleh Butkiewicz, białoruski duchowny katolicki, biskup witebski
  - Rasul Chadem, irański zapaśnik
  - Dane Cook, amerykański aktor, komik pochodzenia irlandzko-włoskiego
  - Andrzej Jakubiec, polski lekkoatleta, średniodystansowiec (zm. 2012)
  - Henrik Jansson, szwedzki snowboardzista
  - Numba Mwila, zambijski piłkarz (zm. 1993)
  - Reince Priebus, amerykański prawnik, polityk
  - Iván Valenciano, kolumbijski piłkarz
- 1973:
  - Luci Christian, amerykańska aktorka
  - Dawid Jackiewicz, polski samorządowiec, polityk, poseł na Sejm RP, eurodeputowany, minister skarbu państwa
  - Ânderson Lima, brazylijski piłkarz
  - Tom Nuyens, belgijski model
- 1974:
  - Jacqueline Galant, belgijska i walońska działaczka samorządowa, polityk
  - Jozef Gönci, słowacki strzelec sportowy
  - Arsi Harju, fiński lekkoatleta, kulomiot
  - Bennett Mnguni, południowoafrykański piłkarz
  - Grzegorz Napieralski, polski polityk, poseł na Sejm i senator RP
  - Artem Ostrouszko, ukraiński hokeista, trener
  - Katherine Tai, amerykańska prawniczka
  - Ludmyła Wajłenko, ukraińska lekkoatletka, tyczkarka
  - Przemysław Wojcieszek, polski scenarzysta, reżyser filmowy i teatralny
- 1975:
  - Sutton Foster, amerykańska aktorka, piosenkarka
  - Michal Kindred, czeski kulturysta, działacz sportowy
  - Kordian Korytek, polski koszykarz
  - Mariusz Naczk, polski fizjolog, wykładowca akademicki
  - Heidy Purga, estońska dziennikarka, polityk
  - Bob Renney, australijski zapaśnik
  - Przemysław Sadowski, polski aktor
  - Eric Taino, filipiński tenisista
  - Kimmo Timonen, fiński hokeista
  - Steve Trapmore, brytyjski wioślarz
  - Ester Workel, holenderska wioślarka
  - Nikołaj Zawaruchin, rosyjski hokeista, trener
  - Tomas Žvirgždauskas, litewski piłkarz
- 1976:
  - Giovanna Antonelli, brazylijska aktorka, modelka
  - Marcin Cieślak, polski hokeista, trener
  - Gabriel Gardner, amerykański siatkarz
  - Aleksiej Kazakow, rosyjski siatkarz
  - Jovan Kirovski, amerykański piłkarz pochodzenia macedońskiego
  - Amaurys Pérez, włoski piłkarz wodny
  - Miho Saeki, japońska tenisistka
  - Finn Tugwell, duński tenisista stołowy
- 1977:
  - Aysun Ayhan, turecka siatkarka
  - Arkadij Babczenko, rosyjski prawnik, pisarz, dziennikarz, korespondent wojenny
  - Zdeno Chára, słowacki hokeista
  - Aleksander (Drabynko), ukraiński biskup prawosławny
  - Fernando Rodney, dominikański baseballista
  - Willy Sagnol, francuski piłkarz, trener
  - Aleksandra Zasada, polska bakteriolog
- 1978:
  - Fernandão, brazylijski piłkarz, trener (zm. 2014)
  - Brooke Hanson, australijska pływaczka
  - Magik, polski raper, członek zespołów: Kaliber 44 i Paktofonika (zm. 2000)
  - Antonio Margarito, meksykański bokser
  - Charlotte Roche, niemiecka prezenterka telewizyjna pochodzenia brytyjskiego
  - Soumaila Samake, malijski koszykarz
  - Yoshie Takeshita, japońska siatkarka
- 1979:
  - Grzegorz Knapp, polski żużlowiec (zm. 2014)
  - Adam Levine, amerykański muzyk, kompozytor, wokalista, członek zespołu Maroon 5 pochodzenia żydowskiego
  - Andrés Orozco, kolumbijski piłkarz
- 1980:
  - Robert Arias, kostarykański piłkarz
  - Sébastien Frey, francuski piłkarz, bramkarz
  - Aleksiej Jagudin, rosyjski łyżwiarz figurowy
  - Rebecca Lavelle, australijska piosenkarka, autorka tekstów
  - Sophia Myles, brytyjska aktorka
  - Natalja Pokłonska, rosyjska prokurator, polityk
  - Tamatoa Wagemann, tahitański piłkarz
  - Witalij Wiszniewski, rosyjski hokeista pochodzenia ukraińskiego
- 1981:
  - Lina Andersson, szwedzka biegaczka narciarska
  - Tora Berger, norweska biathlonistka
  - Fabian Cancellara, szwajcarski kolarz szosowy
  - Agata Kołodziejczyk, polska neurolog, astrobiolog
  - Beata Tereba, polska szpadzistka
- 1982:
  - Tatjana Arntgolc, rosyjska aktorka
  - Paola Cardullo, włoska siatkarka
  - Timo Glock, niemiecki kierowca wyścigowy
  - Marques Green, amerykański koszykarz
- 1983:
  - Ethan Carter III, amerykański wrestler
  - Stéphanie Cohen-Aloro, francuska tenisistka
  - Anna Goodale, amerykańska wioślarka
  - Karim Kamanzi, rwandyjski piłkarz
  - Aleš Mejač, słoweński piłkarz
  - Roman Smiszko, ukraiński piłkarz, bramkarz
  - Gergő Wöller, węgierski zapaśnik
  - Wital Woranau, białoruski pisarz, wydawca, tłumacz, wykładowca akademicki
- 1984:
  - Paweł Mróz, polski koszykarz
  - Jan Prosiński, polski aktor, operator filmowy
  - Michael Schmid, szwajcarski narciarz dowolny
  - Wendy Young, australijska lekkoatletka, tyczkarka
- 1985:
  - Krisztián Berki, węgierski gimnastyk
  - Michaela Kirchgasser, austriacka narciarka alpejska
  - Gordon Schildenfeld, chorwacki piłkarz
  - Sean Wroe, australijski lekkoatleta, sprinter
- 1986:
  - Paulina Barzycka, polska pływaczka
  - Dżaba Kankawa, gruziński piłkarz
  - Lykke Li, szwedzka piosenkarka
  - Aleksandra Zarecka, polska lekkoatletka, skoczkini wzwyż
- 1987:
  - Adis Jahowiḱ, macedoński piłkarz
  - Łukasz Janoszka, polski piłkarz
  - Gabriel Mercado, argentyński piłkarz
  - C.J. Miles, amerykański koszykarz
  - Selemani Ndikumana, burundyjski piłkarz
  - Arnd Peiffer, niemiecki biathlonista
  - Rebecca Soni, amerykańska pływaczka
  - Dmitrij Tarasow, rosyjski piłkarz
  - Mauro Zárate, argentyński piłkarz
- 1988:
  - Giulia Cargnelli, włoska lekkoatletka, tyczkarka
  - Howhannes Goharian, ormiański piłkarz
  - Harmanjot Singh Khabra, indyjski piłkarz
  - Anna Józefina Lubieniecka, polska wokalistka, autorka tekstów, kompozytorka
  - Ben McCalman, australijski rugbysta
  - Michał Szyba, polski piłkarz ręczny
  - Berenika Tomsia, polska siatkarka
- 1989:
  - Oswaldo Alanís, meksykański piłkarz
  - Robert Bortuzzo, kanadyjski hokeista
  - Lily Collins, brytyjsko-amerykańska aktorka
  - François Goeske, niemiecko-francuski aktor
  - Filip Krušlin, chorwacki koszykarz
  - Charlotte Leys, belgijska siatkarka
  - Lü Zhiwu, chiński pływak
  - Agnieszka Maluśkiewicz, polska lekkoatletka, kulomiotka
  - Siergiej Parszywluk, rosyjski piłkarz
- 1990:
  - Mədinə Əliyeva, azerska siatkarka
  - Donald Djoussé, kameruński piłkarz
  - Melinda Hanaoui, algierska siatkarka
  - Artak Jedigarian, ormiański piłkarz
  - Mihai Răduț, rumuński piłkarz
- 1991:
  - Michalis Bakakis, grecki piłkarz
  - Marcel Büchel, liechtensteiński piłkarz
  - Awtandil Czrikiszwili, gruziński judoka
  - Travis Frederick, amerykański futbolista
  - Pierre-Hugues Herbert, francuski tenisista
  - Solomon Hill, amerykański koszykarz
  - Tijana Malešević, serbska siatkarka
  - Victor Rudd, amerykański koszykarz
- 1992:
  - Walentina Isłamowa, rosyjska i kazachska zapaśniczka
  - Stanton Kidd, amerykański koszykarz
  - Olha Lachowa, ukraińska lekkoatletka, biegaczka średniodystansowa
  - Kurt Ostlund, kanadyjski aktor
  - Ferjani Sassi, tunezyjski piłkarz
  - Anastasija Sawina, rosyjska szachistka
  - Roope Tonteri, fiński snowboardzista
- 1993:
  - Wilker Ángel, wenezuelski piłkarz
  - Jordy Delem, martynikański piłkarz
  - Mark English, irlandzki lekkoatleta, średniodystansowiec
  - Mana Iwabuchi, japońska piłkarka
  - Branko Jovičić, serbski piłkarz
  - Mateusz Lewandowski, polski piłkarz
  - Maziah Mahusin, brunejska lekkoatletka, sprinterka
  - Alice Mizzau, włoska pływaczka
  - Francisco Noblejas, hiszpański piłkarz
- 1994:
  - Kris Dunn, amerykański koszykarz
  - Jossie Graumann, niemiecka lekkoatletka, skoczkini wzwyż
  - Stefanos Kapino, grecki piłkarz, bramkarz
  - Cullen Neal, amerykański koszykarz
- 1995:
  - Irina Bara, rumuńska tenisistka
  - Antonio Barreca, włoski piłkarz
  - Frederico Ferreira Silva, portugalski tenisista
  - Julia Goldani Telles, amerykańska aktorka pochodzenia brazylijskiego
  - Pierluigi Gollini, włoski piłkarz, bramkarz
  - Tibor Halilović, chorwacki piłkarz
  - Gracjan Horoszkiewicz, polski piłkarz
  - Nicolás Reniero, argentyński piłkarz
  - Damjan Sziszkowski, macedoński piłkarz, bramkarz
- 1996:
  - Odiłdżon Abdurachmanow, kirgiski piłkarz
  - William Atchison, amerykański masowy morderca (zm. 2017)
  - Madeline Carroll, amerykańska aktorka
  - Skal Labissière, haitański koszykarz
  - Piotr Naparło, polski hokeista
  - Alessio Sitti, włoski siatkarz
  - Dżemal Tabidze, gruziński piłkarz
- 1997:
  - Ciara Bravo, amerykańska aktorka
  - Lucas Robertone, argentyński piłkarz
  - Ippei Watanabe, japoński pływak
  - Ivica Zubac, chorwacki koszykarz
- 1998:
  - Abigail Cowen, amerykańska aktorka
  - Jamie-Lee Kriewitz, niemiecka piosenkarka
  - Orel Mangala, belgijski piłkarz
  - Mateo Marić, bośniacki piłkarz pochodzenia chorwackiego
  - Paulina Peda, polska pływaczka
  - Kylee Shook, amerykańska koszykarka
  - Miltiadis Tendoglu, grecki lekkoatleta, skoczek w dal
  - Zane Waddell, południowoafrykański pływak
- 1999:
  - Diogo Dalot, portugalski piłkarz
  - Adrian Fein, niemiecki piłkarz
  - Haruna Okuno, japońska zapaśniczka
  - Filippo Zana, włoski kolarz szosowy
- 2001:
  - Carlos Mora, kostarykański piłkarz
  - David Nemeth, austriacki piłkarz
- 2002 – Štěpánka Ptáčková, czeska skoczkini narciarska
- 2003 – Machiko Kubota, japońska skoczkini narciarska
- 2004:
  - Justin Cuero, ekwadorski piłkarz
  - Jeremy de León, portorykański piłkarz
  - Ben Nelson, angielski piłkarz
- 2007 – Nettspend, amerykański raper, autor tekstów

## Zmarli
- 386 – Cyryl Jerozolimski, biskup, doktor Kościoła, święty (ur. ok. 315)
- 978 – Edward Męczennik, król Anglii, święty (ur. 962)
- 1086 – Anzelm z Lukki II, biskup, święty (ur. 1036)
- 1187 – Bogusław I, książę pomorski i szczeciński (ur. 1127)
- 1227 – Honoriusz III, papież (ur. 1148)
- 1241 – Klemens z Brzeźnicy, polski szlachcic, polityk (ur. ?)
- 1314 – Jacques de Molay, wielki mistrz zakonu templariuszy (ur. ok. 1243)
- 1321 – Mateusz Czak, węgierski możnowładca (ur. 1260–65)
- 1382 – Mikołaj z Kórnika, polski duchowny katolicki, biskup poznański (ur. ?)
- 1477 – Przemysław II, książę cieszyński i głogowski (ur. ok. 1420)
- 1508:
  - Albrecht IV Mądry, książę Bawarii-Monachium i Bawarii-Landshut (ur. 1447)
  - Antonio Trivulzio, włoski duchowny katolicki, biskup Como, kardynał (ur. 1457)
- 1553 – Václav Hájek, czeski duchowny katolicki, kronikarz, pisarz (ur. ?)
- 1567 – Salwator z Horty, hiszpański franciszkanin, święty (ur. 1520)
- 1574 – Lattanzio Gambara, włoski malarz (ur. ok. 1530)
- 1583 – Magnus Inflancki, biskup Ozylii i Kurlandii, król Inflantów, książę Holsztynu (ur. 1540)
- 1584 – Iwan IV Groźny, car Rosji (ur. 1530)
- 1591 – Giovanni Antonio Serbelloni, włoski kardynał (ur. 1519)
- 1595 – Jean de Sponde, francuski poeta (ur. 1557)
- 1639 – Dudley Digges, angielski polityk, dyplomata, publicysta (ur. 1583)
- 1651 – Gerard Seghers, holenderski malarz (ur. 1591)
- 1703 – Maria de Dominici, maltańska rzeźbiarka, malarka (ur. 1645)
- 1739 – Friedrich Wilhelm von Grumbkow, pruski dowódca wojskowy, polityk, minister stanu Królestwa Prus (ur. 1678)
- 1745 – Robert Walpole, brytyjski arystokrata, polityk, premier Wielkiej Brytanii (ur. 1676)
- 1746 – Anna Leopoldowna, księżna brunszwicka, regentka Rosji (ur. 1718)
- 1747 – Antoni Duchnik, polski polityk, burmistrz Kielc (ur. 1673)
- 1762 – Paul II Anton Esterházy, węgierski arystokrata, feldmarszałek (ur. 1711)
- 1768 – Laurence Sterne, brytyjski duchowny anglikański, pisarz (ur. 1713)
- 1775 – George Hervey, brytyjski arystokrata, wojskowy, polityk, dyplomata (ur. 1721)
- 1781 – Anne-Robert-Jacques Turgot, francuski ekonomista, polityk, główny kontroler finansów (ur. 1727)
- 1786 – Gustaf Lundberg, szwedzki malarz (ur. 1695)
- 1789 – Dominik Piotr Karwosiecki, polski duchowny katolicki, biskup bakowski (ur. 1728)
- 1793 – Karl von Zedlitz, pruski polityk (ur. 1731)
- 1797 – Friedrich Wilhelm Gotter, niemiecki prozaik, poeta (ur. 1746)
- 1799 – Adam Friedrich Oeser, niemiecki malarz, rzeźbiarz (ur. 1717)
- 1807 – Johann Peter Pichler, austriacki miedziorytnik, portrecista (ur. 1765)
- 1810 – Ernst Ferdinand Klein, niemiecki prawnik (ur. 1743)
- 1813 – Maria Burbon, księżna Monako (ur. 1737)
- 1824 – Dionizy Stanetti von Falkenfels, austriacki inżynier górniczy (ur. 1747)
- 1829 – Alexandre de Lameth, francuski wojskowy, polityk (ur. 1760)
- 1835 – Christian Günther von Bernstorff, duński i pruski polityk, dyplomata (ur. 1769)
- 1837 – Dominique Dufour de Pradt, francuski duchowny katolicki, dyplomata (ur. 1759)
- 1840 – Christopher Grant Champlin, amerykański kupiec, polityk (ur. 1768)
- 1845 – Johnny Appleseed, amerykański misjonarz, pionier szkółkarstwa (ur. 1774)
- 1865 – Friedrich August Stüler, niemiecki architekt, urzędnik (ur. 1800)
- 1867 – Wiktor Każyński, polski kompozytor, publicysta muzyczny (ur. 1812)
- 1871:
  - Augustus De Morgan, indyjsko-brytyjski matematyk, logik, parapsycholog (ur. 1806)
  - Georg Gottfried Gervinus, niemiecki historyk, polityk (ur. 1805)
  - Ludwik Edward Rajszel, polski oficer, uczestnik powstania listopadowego, poeta, prozaik, kolekcjoner (ur. 1805)
- 1876 – Ferdinand Freiligrath, niemiecki poeta, tłumacz (ur. 1810)
- 1880 – Władysław Dzwonkowski, polski działacz niepodległościowy i emigracyjny (ur. 1818)
- 1882 – Piotr Kawczyński, polski działacz narodowy, pedagog (ur. 1824)
- 1883 – Marta Le Bouteiller, francuska zakonnica, błogosławiona (ur. 1816)
- 1884:
  - Anna Bishop, brytyjska śpiewaczka operowa (sopran) (ur. 1810)
  - Eulogiusz Wyssogota-Zakrzewski, polski działacz niepodległościowy, uczestnik powstań narodowych (ur. 1806)
- 1887 – Róża Kolumba Białecka, polska dominikanka (ur. 1838)
- 1890 – Izabela Maria Lubomirska, polska księżna (ur. 1808)
- 1893:
  - Gerard Adriaan Heineken, holenderski piwowar (ur. 1841)
  - Jan Stifter, czeski duchowny katolicki, pedagog, regionalny historyk i kronikarz (ur. 1829)
- 1895:
  - Andrzej Gołda, polski duchowny katolicki, polityk (ur. 1832)
  - Stanisław Michał Starowieyski, polski ziemianin, polityk (ur. 1815)
- 1898:
  - Matilda Joslyn Gage, amerykańska wolnomyślicielka, feministka, abolicjonistka (ur. 1826)
  - Stanisław Wysocki, polski polityk, dyplomata austro-węgierski (ur. 1850)
- 1899:
  - Izabella Działyńska, polska malarka amatorka, kolekcjonerka dzieł sztuki (ur. 1830)
  - Othniel Charles Marsh, amerykański paleontolog (ur. 1831)
- 1900 – António Nobre, portugalski poeta (ur. 1867)
- 1907 – Marcellin Berthelot, francuski chemik, wykładowca akademicki, polityk (ur. 1827)
- 1908 – Friedrich Wilhelm Konow, niemiecki entomolog (ur. 1842)
- 1909:
  - Władysław Bogusławski, polski nowelista, krytyk literacki, tłumacz (ur. 1839)
  - Cécile Bruyère, francuska benedyktynka (ur. 1845)
- 1910 – Julio Herrera y Reissig, urugwajski poeta, dramaturg, eseista (ur. 1875)
- 1911:
  - Wasyl Kowalski, ukraiński prawnik, polityk, działacz społeczny (ur. 1826)
  - Hans Zimmermann, niemiecki architekt, urbanista (ur. 1831)
- 1912 – Max Mandelstamm, rosyjski okulista, działacz syjonistyczny pochodzenia żydowskiego (ur. 1839)
- 1913:
  - Cyril Gallay, słowacki poeta, tłumacz, pedagog (ur. 1857)
  - Jerzy I, król Grecji (ur. 1845)
- 1914:
  - Franciszek Jaworski, polski historyk, archiwista, dziennikarz, publicysta, pisarz, kolekcjoner (ur. 1873)
  - Antoni Sebastian Malkiewicz, polski bankowiec, działacz oświatowy (ur. 1858)
- 1915 – Otto Weddigen, niemiecki oficer marynarki, dowódca okrętów podwodnych (ur. 1882)
- 1916:
  - Józef Gałęzowski, polski polityk, członek Rządu Narodowego w czasie powstania styczniowego (ur. 1834)
  - Karl Gölsdorf, austriacki inżynier, projektant silników i statków (ur. 1861)
- 1917 – Károly Ferenczy, węgierski malarz (ur. 1862)
- 1918 – Joseph Deniker, francuski antropolog, przyrodnik pochodzenia rosyjskiego (ur. 1852)
- 1920:
  - Franz Büchner, niemiecki pilot wojskowy, as myśliwski (ur. 1898)
  - Filippo Giustini, włoski kardynał (ur. 1852)
  - Hermann Oldenberg, niemiecki indolog, wykładowca akademicki (ur. 1854)
- 1921 – Rudolf Pfitzner, niemiecki pastor, entomolog (ur. 1864)
- 1922 – Johannes Von Euch, niemiecki duchowny katolicki, prefekt apostolski i wikariusz apostolski Danii (ur. 1834)
- 1923 – Józef Tretiak, polski historyk literatury, krytyk literacki, wykładowca akademicki (ur. 1841)
- 1924 – Frederick Bridge, brytyjski kompozytor, dyrygent, organista, publicysta, pedagog (ur. 1844)
- 1925 – Celestyna od Matki Bożej, włoska zakonnica, błogosławiona (ur. 1848)
- 1928:
  - Bolesław Bejnar, polski generał brygady (ur. 1860)
  - Paul van Ostaijen, belgijski poeta (ur. 1896)
- 1929 – Hamza Hakimzoda, uzbecki poeta, dramaturg, kompozytor (ur. 1889)
- 1931 – Franz Kanik, austro-węgierski dowódca wojskowy (ur. 1863)
- 1932:
  - Henryk Likowski, polski duchowny katolicki, historyk Kościoła, wykładowca akademicki (ur. 1876)
  - Harry Powers, amerykański seryjny morderca pochodzenia holenderskiego (ur. 1893)
- 1933 – Luigi Amedeo di Savoia, włoski arystokrata, podróżnik, wspinacz, admirał (ur. 1873)
- 1934:
  - Feliks Brodowski, polski pisarz, krytyk literacki, publicysta (ur. 1864)
  - Eugeniusz Pogorzelski, polski generał dywizji (ur. 1867)
  - Božena Viková-Kunětická, czeska pisarka, polityk (ur. 1862)
- 1936 – Elefterios Wenizelos, grecki prawnik, polityk, premier Grecji (ur. 1864)
- 1937:
  - Mel Bonis, francuska kompozytorka (ur. 1858)
  - Jerzy Oskierka-Kramarczyk, polski major dyplomowany piechoty, działacz niepodległościowy (ur. 1890)
- 1938:
  - Cyril Rootham, brytyjski kompozytor, dyrygent, organista, pedagog (ur. 1875)
  - Paul Schottländer, niemiecki filozof, mecenas sztuki pochodzenia żydowskiego (ur. 1870)
- 1940:
  - Lola Beeth, austriacka śpiewaczka operowa (sopran) (ur. 1860 lub 62)
  - Karol Mikulski, polski psychiatra (ur. 1901)
- 1941:
  - Henri Cornet, francuski kolarz szosowy (ur. 1884)
  - Christian Kielland, norweski położnik, chirurg, wynalazca (ur. 1871)
  - Arvo Lindén, fiński zapaśnik (ur. 1887)
- 1943:
  - Helena Mniszkówna, polska pisarka (ur. 1878)
  - Tadeusz Olszewski, polski działacz komunistyczny i robotniczy, pierwszy dowódca oddziałów bojowych ZWZ, komendant GL Warszawa-Praga (ur. 1920)
  - Hanka Sawicka, polska działaczka komunistyczna pochodzenia żydowskiego (ur. 1917)
- 1944:
  - Mario Calderara, włoski pilot, wynalazca (ur. 1879)
  - Łarisa Ratuszna, radziecka sanitariuszka, łączniczka partyzancka (ur. 1921)
  - Ismaiłbiek Taranczijew, radziecki młodszy porucznik lotnictwa (ur. 1923)
- 1945:
  - Teyfuq Abdul, radziecki major (ur. 1915)
  - Musa Bajmuchanow, radziecki młodszy porucznik (ur. 1910)
  - William Grover-Williams, brytyjski kierowca wyścigowy, agent SOE (ur. 1904)
  - Georg Koßmala, niemiecki generał major (ur. 1896)
  - Benedykt Porożyński, polski instruktor harcerski, żołnierz AK (ur. 1909)
  - Gerhard Schulze-Pillot, niemiecki profesor nauk technicznych (ur. 1872)
- 1947:
  - William Crapo Durant, amerykański przedsiębiorca, pionier motoryzacji (ur. 1861)
  - Baba Faja Martaneshi, albański duchowny bektaszycki, polityk (ur. 1910)
  - Willem Pijper, holenderski kompozytor, krytyk muzyczny (ur. 1894)
- 1948:
  - Maksymilian Malinowski, polski działacz ruchu ludowego, publicysta, pedagog, polityk, poseł na Sejm i senator RP (ur. 1860)
  - Siergiej Szczepichin, rosyjski generał major (ur. 1880)
- 1950 – Józef Ordyniec, polski prawnik, pedagog, polityk, poseł na Sejm Ustawodawczy (ur. 1902)
- 1951:
  - Jerzy Garda, polski śpiewak operowy (baryton) (ur. 1903)
  - Siergiej Małow, radziecki polityk (ur. 1904)
- 1952:
  - Stanisław Giżycki, polski prawnik, sędzia (ur. 1869)
  - Isaak Mazepa, ukraiński polityk, premier Ukraińskiej Republiki Ludowej (ur. 1884)
- 1955 – Warder Clyde Allee, amerykański zoolog, ekolog, wykładowca akademicki (ur. 1885)
- 1956:
  - Benjamin Glazer, irlandzki reżyser, scenarzysta i producent filmowy (ur. 1887)
  - Mikołaj (Velimirović), serbski biskup i święty prawosławny (ur. 1881)
  - Nikołaj Woronichin, rosyjski botanik, wykładowca akademicki (ur. 1882)
- 1958:
  - Sigve Lie, norweski żeglarz sportowy (ur. 1906)
  - Gordon Percy Olley, brytyjski pilot wojskowy, as myśliwski (ur. 1893)
- 1959 – Émile Dupont, belgijski strzelec sportowy (ur. 1887)
- 1960 – Maria Chełkowska, polska działaczka społeczna i polityczna (ur. 1878)
- 1961:
  - Iwan Golakow, radziecki sędzia, prokurator (ur. 1888)
  - Mizzi Günther, austriacka śpiewaczka operetkowa (sopran), aktorka (ur. 1879)
- 1962:
  - Walter W. Bacon, amerykański polityk (ur. 1880)
  - Siergiej Bobruk, radziecki generał porucznik (ur. 1901)
  - Stanisław Dziewiszek, polski major dyplomowany artylerii (ur. 1896)
  - George Sylvester Viereck, niemiecko-amerykański, eseista, propagandzista nazistowski (ur. 1884)
  - Joazaf (Żurmanow), rosyjski biskup prawosławny (ur. 1877)
- 1963:
  - Chalił Abżaliłow, radziecki aktor (ur. 1896)
  - Hubert Gough, brytyjski generał (ur. 1870)
- 1964:
  - Sigfrid Edström, szwedzki przemysłowiec, działacz sportowy (ur. 1870)
  - Norbert Wiener, amerykański matematyk, filozof, wykładowca akademicki pochodzenia żydowskiego (ur. 1894)
- 1965 – Faruk I, król Egiptu (ur. 1920)
- 1967:
  - Julio Baghy, węgierski aktor, prozaik, poeta, esperantysta (ur. 1891)
  - Otakar Německý, czeski biegacz narciarski, kombinator norweski (ur. 1902)
- 1968:
  - Jan Bieżuński, polski podporucznik lotnictwa, radiotelegrafista, cichociemny, oficer AK, pedagog (ur. 1905)
  - Rita von Gaudecker, niemiecka pisarka (ur. 1879)
  - Marcel Pinel, francuski piłkarz (ur. 1908)
- 1969 – Leon Wernic, polski major dyplomowany piechoty (ur. 1897)
- 1970 – William Beaudine, amerykański aktor, reżyser i scenarzysta filmowy (ur. 1892)
- 1971:
  - Piotr Bogatyriow, rosyjski folklorysta, filolog, wykładowca akademicki (ur. 1893)
  - Ralph R. Eltse, amerykański polityk (ur. 1885)
  - Aleksandr Moisiejewski, radziecki generał major (ur. 1902)
- 1972 – Jeanette Kessler, brytyjska narciarka alpejska (ur. 1908)
- 1973:
  - Johannes Aavik, estoński filolog, poeta (ur. 1880)
  - Constantin von Dietze, niemiecki ekonomista, prawnik, teolog (ur. 1891)
  - Roland Dorgelès, francuski pisarz (ur. 1885)
- 1975 – Jerzy Fusiecki, polski bibliotekarz, bibliofil, kolekcjoner ekslibrisów (ur. 1903)
- 1977:
  - Marien Ngouabi, kongijski major, polityk, prezydent Konga (ur. 1938)
  - Carlos Pace, brazylijski kierowca wyścigowy (ur. 1944)
- 1978:
  - Leigh Brackett, amerykańska pisarka, scenarzystka filmowa (ur. 1912)
  - Willy Falck Hansen, duński kolarz torowy (ur. 1906)
- 1980:
  - Jerzy Bułanow, polski piłkarz, trener pochodzenia rosyjskiego (ur. 1903)
  - Erich Fromm, niemiecki filozof, psycholog, psychoanalityk pochodzenia żydowskiego (ur. 1900)
  - Tamara Łempicka, polska malarka pochodzenia żydowskiego (ur. 1898 lub 95)
- 1982:
  - Wasilij Czujkow, rosyjski dowódca wojskowy, marszałek ZSRR (ur. 1900)
  - Sławomir Lindner, polski aktor (ur. 1913)
  - Rolf Steffenburg, szwedzki żeglarz sportowy (ur. 1886)
- 1983:
  - Henryk Budziński, polski wioślarz (ur. 1904)
  - Franco Giorgetti, włoski kolarz torowy i szosowy (ur. 1902)
  - Humbert II, król Włoch (ur. 1904)
  - Bolko von Richthofen, niemiecki archeolog, działacz nazistowski i związku wypędzonych (ur. 1899)
- 1986 – Janina Brzostowska, polska pisarka, tłumaczka (ur. 1897)
- 1987:
  - Milorad Arsenijević, jugosłowiański piłkarz, trener (ur. 1906)
  - Jerzy Witold Jahn, polski elektryk, działacz samorządowy i turystyczny (ur. 1921)
- 1988 – Gerald Abraham, brytyjski muzykolog, dziennikarz i krytyk muzyczny (ur. 1904)
- 1989:
  - Harold Jeffreys, brytyjski astronom, matematyk, statystyk, geofizyk (ur. 1891)
  - Piet Kruiver, holenderski piłkarz (ur. 1938)
- 1990 – Kazimierz Kraszewski, polski komandor pilot (ur. 1910)
- 1991:
  - Vilma Bánky, amerykańska aktorka pochodzenia węgierskiego (ur. 1898)
  - Aladár Bitskey, węgierski pływak (ur. 1905)
- 1992 – Jack Kelsey, walijski piłkarz, bramkarz (ur. 1929)
- 1993:
  - Erik Bertelsen, duński ichtiolog (ur. 1912)
  - Kenneth E. Boulding, brytyjski ekonomista, filozof, wykładowca akademicki (ur. 1910)
  - Alfons Małecki, polski lekkoatleta, sprinter i wieloboista (ur. 1911)
- 1994:
  - William Bergsma, amerykański kompozytor, dyrygent, krytyk muzyczny, pedagog (ur. 1921)
  - Peter Borgelt, niemiecki aktor (ur. 1927)
  - Carlos Brant, brazylijski piłkarz (ur. 1905)
  - David Ginsburg, brytyjski polityk (ur. 1921)
  - Günter Mittag, wschodnioniemiecki kolejarz, ekonomista, polityk (ur. 1926)
  - Edward Zieliński, polski piłkarz, trener (ur. 1926)
- 1996:
  - Odiseas Elitis, grecki poeta, laureat Nagrody Nobla (ur. 1911)
  - Jacquetta Hawkes, brytyjska archeolog i pisarka (ur. 1910)
- 1997 – Jean Fievez, belgijski piłkarz (ur. 1910)
- 1998 – Jan Śliwka, polski siatkarz, trener (ur. 1933)
- 1999 – Teresa Dąbek-Wirgowa, polska bułgarystka, tłumaczka i historyk literatury, wykładowczyni akademicka (ur. 1933)
- 2000 – Glen Mervyn, kanadyjski wioślarz (ur. 1937)
- 2001:
  - Wiktor Komarow, rosyjski dziennikarz, pisarz science fiction (ur. 1926)
  - Hirotarō Narabayashi, japoński neurochirurg (ur. 1922)
  - John Phillips, brytyjski muzyk, wokalista, członek zespołu The Mamas & the Papas (ur. 1935)
  - Gyula Tóth, węgierski zapaśnik (ur. 1927)
- 2002:
  - Maude Farris-Luse, amerykańska superstulatka (ur. 1887)
  - R.A. Lafferty, amerykański pisarz science fiction (ur. 1914)
- 2003:
  - Ołeksandr Berdnyk, ukraiński pisarz science fiction (ur. 1926)
  - Adam Osborne, brytyjski informatyk, przedsiębiorca (ur. 1939)
  - Antoni Reński, polski pisarz (ur. 1924)
- 2004:
  - Richard Marner, brytyjski aktor pochodzenia rosyjskiego (ur. 1921)
  - Abdudżalil Samadow, tadżycki polityk, premier Tadżykistanu (ur. 1949)
  - Radu Manicatide, rumuński konstruktor lotniczy (ur. 1912)
- 2005:
  - Ewa Skarżanka, polska aktorka (ur. 1944)
  - Aleś Trajanouski, białoruski pisarz, publicysta, tłumacz (ur. 1925)
- 2007:
  - Patrick Laurence Murphy, australijski duchowny katolicki, biskup Broken Bay (ur. 1920)
  - Trude Sojka, czesko-ekwadorska malarka i rzeźbiarka (ur. 1909)
  - Bob Woolmer, brytyjski krykiecista, trener (ur. 1948)
- 2008:
  - Marta Martelińska, polska piosenkarka, aktorka (ur. 1949)
  - Anthony Minghella, brytyjski dramaturg, reżyser filmowy (ur. 1954)
  - Justin Wright, amerykański animator, storyboardzista (ur. 1981)
- 2009:
  - Nina Gocławska, polska aktorka, tancerka, prezenterka telewizyjna (ur. 1957)
  - Natasha Richardson, brytyjska aktorka (ur. 1963)
- 2010:
  - Konstantin Jeriomienko, rosyjski piłkarz (ur. 1970)
  - Zygmunt Pawłowicz, polski duchowny katolicki, biskup pomocniczy gdański (ur. 1927)
- 2011:
  - Warren Christopher, amerykański prawnik, polityk, dyplomata, sekretarz stanu (ur. 1925)
  - Jet Harris, brytyjski basista, członek zespołu The Shadows (ur. 1939)
  - Janina Stańkowska, polska architekt, malarka (ur. 1914)
  - Benon Stranz, polski specjalista w zakresie górnictwa, polityk, wiceminister górnictwa i energetyki (ur. 1918)
- 2012:
  - Jadwiga Kaliszewska, polska skrzypaczka (ur. 1936)
  - António Leitão, portugalski lekkoatleta, długodystansowiec (ur. 1960)
  - Jerzy Tupou V, król Tonga (ur. 1948)
- 2013:
  - Henry Bromell, amerykański reżyser, scenarzysta i producent filmowy (ur. 1947)
  - Zbigniew Domarańczyk, polski dziennikarz, reportażysta (ur. 1933)
  - Klemens Krzyżagórski, polski dziennikarz, publicysta (ur. 1930)
  - Mary Ellen Rudin, amerykańska matematyk (ur. 1924)
  - Heinz Tobolla, niemiecki rzeźbiarz (ur. 1925)
- 2014:
  - Albert Dormer, brytyjski brydżysta, pisarz, dziennikarz (ur. 1925)
  - Tivadar Monostori, węgierski piłkarz (ur. 1936)
  - Wanda Rollny, polska scenarzystka, reżyserka filmów dokumentalnych (ur. 1929)
  - Jan Igor Rybak, polski hydrobiolog (ur. 1934)
- 2015:
  - František Daneš, czeski językoznawca (ur. 1919)
  - Oleg Sakirkin, kazachski lekkoatleta, trójskoczek (ur. 1966)
- 2016:
  - Edward Hołda, polski poeta, prozaik, reportażysta (ur. 1924)
  - Teresa Kałuda, polska aktorka (ur. 1936)
  - Jan Němec, czeski reżyser i scenarzysta filmowy (ur. 1936)
  - Guido Westerwelle, niemiecki polityk (ur. 1961)
- 2017:
  - Chuck Berry, amerykański muzyk, kompozytor, wokalista, gitarzysta (ur. 1926)
  - Trisha Brown, amerykańska tancerka, choreografka (ur. 1936)
  - Eugeniusz Szyfner, polski działacz społeczny, Sprawiedliwy wśród Narodów Świata (ur. 1922)
  - Miloslav Vlk, czeski duchowny katolicki, arcybiskup metropolita praski i prymas Czech, kardynał (ur. 1932)
- 2018:
  - Tomasz Chada, polski raper (ur. 1978)
  - Barkat Gourad Hamadou, dżibutyjski polityk, premier Dżibuti (ur. 1930)
  - Li Ao, tajwański pisarz, eseista, satyryk, polityk (ur. 1935)
  - Gieorgij Mosołow, rosyjski pilot doświadczalny (ur. 1926)
  - Ivor Richard, brytyjski polityk, przewodniczący Izby Lordów (ur. 1932)
- 2019 – Kenneth To, australijski pływak (ur. 1992)
- 2020:
  - Rose Marie Compaoré, burkińska polityk (ur. 1958)
  - Catherine Hamlin, australijska lekarka, ginekolog-położnik (ur. 1924)
  - Luciano Federici, włoski piłkarz (ur. 1938)
  - Emil Karewicz, polski aktor (ur. 1923)
  - Joaquín Peiró, hiszpański piłkarz, trener (ur. 1936)
  - Wojciech Rokita, polski lekarz, ginekolog (ur. 1966)
  - Sérgio Trindade, brazylijski inżynier, chemik (ur. 1940)
- 2021:
  - Andrzej Kowalczyk, polski aktor (ur. 1952)
  - Jerzy Prokopiuk, polski gnostyk, antropozof, pisarz, tłumacz, filozof, religioznawca (ur. 1931)
- 2022:
  - Ołeksij Bachariew, ukraiński piłkarz (ur. 1976)
  - Borys Romanczenko, ukraiński aktywista (ur. 1926)
  - Don Young, amerykański polityk, kongresmen (ur. 1933)
  - Wojciech Zamorski, polski dziennikarz radiowy (ur. 1952)
- 2023:
  - Władimir Czernawin, rosyjski admirał floty (ur. 1928)
  - Stanisław Kruciński, polski szablista, trener (ur. 1933)
  - Aleksandra Leliwa-Kopystyńska, polska fizyk, wykładowczyni akademicka pochodzenia żydowskiego (ur. 1937)
  - Robert Lindsay, brytyjski arystokrata, polityk, minister stanu ds. obrony (ur. 1927)
  - Joseph Powathil, indyjski duchowny katolicki obrządku syromalabarskiego, biskup Kanjirappally (ur. 1930)
  - Walerij Sinau, rosyjski piłkarz, trener (ur. 1944)
  - Pedro Solbes, hiszpański ekonomista, prawnik, polityk, wicepremier, minister gospodarki i finansów, komisarz europejski ds. gospodarczych i walutowych (ur. 1942)
  - Włodzimierz Weselski, polski karateka, trener (ur. 1963)
- 2024:
  - Daniel Barbu, rumuński historyk, publicysta, nauczyciel akademicki, polityk, minister kultury (ur. 1957)
  - Peter Bolliger, szwajcarski wioślarz (ur. 1937)
  - Kanstancin Kalcou, białoruski hokeista (ur. 1981)
  - Peter Kunter, niemiecki piłkarz (ur. 1941)
  - Angeł Marin, bułgarski wojskowy, generał major, inżynier, polityk, wiceprezydent Bułgarii (ur. 1942)
  - Danuta Przesmycka, polska aktorka (ur. 1926)
  - Zbigniew Sejwa, polski fotograf, fotoreporter (ur. 1952)
  - Chris Simon, kanadyjski hokeista (ur. 1972)
  - Thomas Stafford, amerykański generał, astronauta (ur. 1930)
- 2025:
  - Paul Cremona, maltański duchowny katolicki, dominikanin, arcybiskup Malty (ur. 1946)
  - Bedros Kirkorow, bułgarski piosenkarz (ur. 1932)
  - Bartosz Korzeniewski, polski filozof (ur. 1973)
  - Wlamir Marques, brazylijski koszykarz (ur. 1937)
  - Leszek Mądzik, polski reżyser i scenograf teatralny, malarz, fotograf (ur. 1945)